# 守谷市
守谷市（もりやし）は、茨城県南地域に位置する市。常総台地から枝状に伸びる猿島台地の先端部にあたる。東京都市圏。

## 概要
市域は令制国における下総国相馬郡（後に北相馬郡）であり、廃藩置県後は印旛県、千葉県を経て茨城県へと編入された。旧市街地はかつて城下町（守谷藩）、その周辺は田園地帯となっていた。1966年（昭和41年）6月に首都圏近郊整備地帯の指定を受けて以後、民間デベロッパーによる小規模な開発を経て、日本住宅公団（現：都市再生機構）や三井不動産による大規模宅地開発により東京都区部などへ通勤するベッドタウンとして市街化が進行した。国道294号とそれに並行する常総ふれあい道路沿いを中心に産業活動が活発化している。2005年（平成17年）8月24日に開業した首都圏新都市鉄道つくばエクスプレス開業に伴い、宅地開発を中心にさらなる開発が行われている。

## 地理

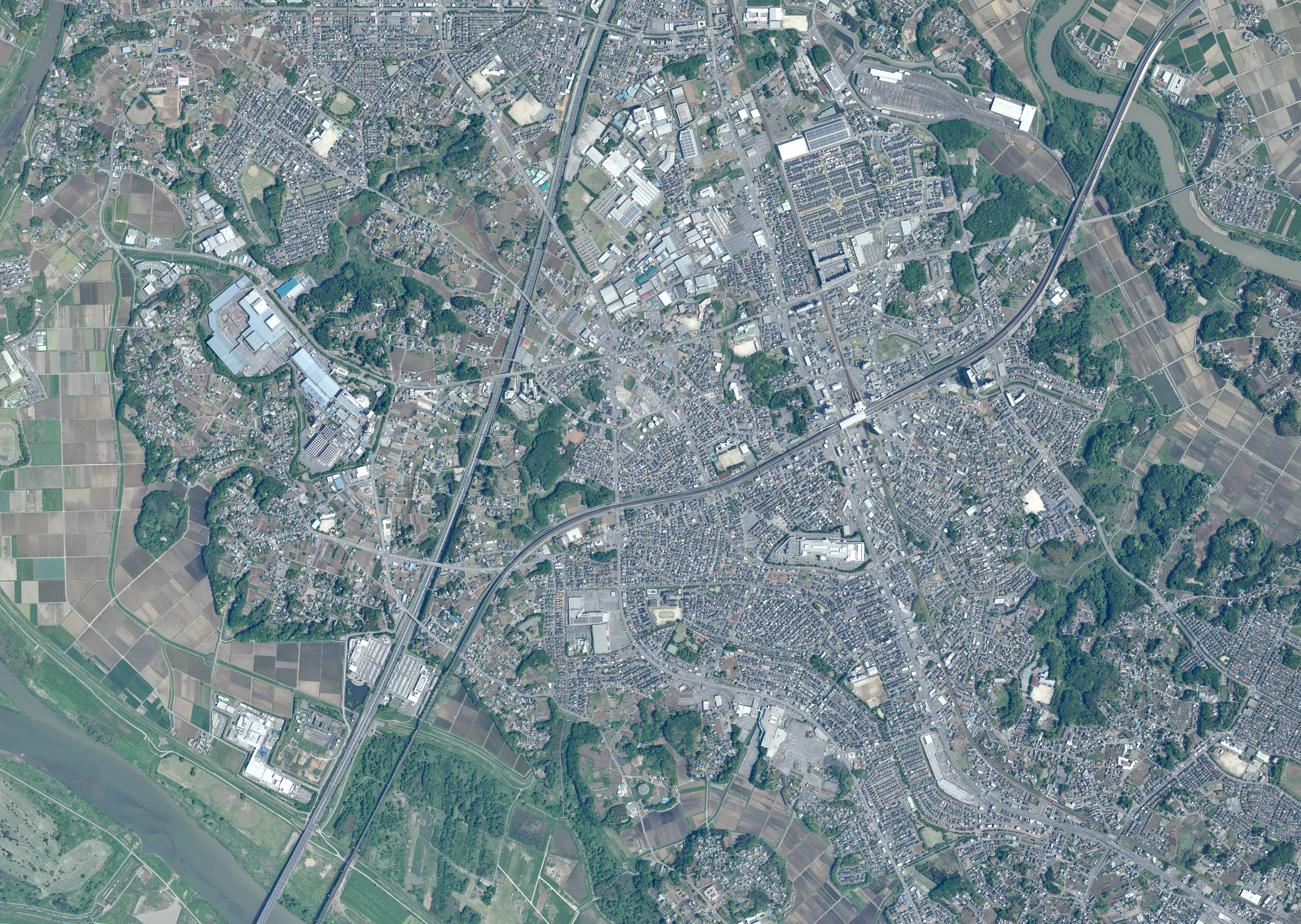
守谷市中心部周辺の空中写真。
2021年5月4日撮影の18枚を合成作成。。

東は取手市、北はつくばみらい市、北西は常総市と接する。市の南側を流れる利根川が概ね千葉県との県境になっており、南西は野田市、南は柏市と接する。
東京都心部から40km圏内に位置する。市の南西から北東にかけて首都圏新都市鉄道つくばエクスプレス、市の南東から北にかけて関東鉄道常総線が通り、市の中央部にある守谷駅でその2つの路線が交差している。道路は、市の南東から北にかけて、国道294号、常総ふれあい道路が並行して通っている。また、常磐自動車道が市の南から北に通っており、つくばエクスプレスに並行して整備が進められている都市軸道路が市内の大部分で開通している。

### 地勢
市の面積は35.63 km2で、県内では最も面積の小さい市である。東西7.5 km、南北7.2kmと円を描くような形になっており、市域の大半が常総台地に属し、海抜平均20mの台地が広がる。市内全域で宅地開発が進められているが、台地上を中心に鉱石土の畑、利根川沿岸を中心に沖積土質の田が見られる など自然も多く残る。
市の位置（世界測地系）
- 東端：東経140度01分21秒（本町）
- 西端：東経139度55分54秒（大木）
- 南端：北緯 35度54分35秒（高野）
- 北端：北緯 35度58分44秒（板戸井）

### 河川
市域の北東に小貝川、西に鬼怒川、南に利根川が流れ、古くは入り江となっていた。市街地及び市域の大部分は台地上にあったものの、三方を河に囲まれた地形であるだけに低地部では水害がしばしば見られた。だが、明治時代から堤防の整備や調整池の設置が進められ、あるいは調整内にあった家屋を移転させるなどしたことで次第に危険は減少。大規模な水害は1982年頃まで、浸水自体は1985年までに収まっている。現在では冠水、浸水地域の改善等から、浸水可能性が考えられるのはごく僅かな地域である。また、河川に囲まれた場所であったことから江戸時代から発達した河川舟運の恩恵を受け、銚子などの利根川下流から関宿、江戸川方面への中継拠点、鬼怒川を通じた関東北部の産品の集積地となっていた。

### 隣接している自治体
茨城県
- つくばみらい市
- 取手市
- 常総市

千葉県
- 柏市
- 野田市

## 地域

### 町・大字
守谷市では、住居表示に関する法律に基づく住居表示は実施されておらず、土地区画整理事業施行と同時に地番整理が実施されている。なお、市内の町名にある「〜ケ丘」の「ケ」は、全て大文字である。
| 町・大字名     | 町・大字の読み   | 町・大字区域設定年月日 | 住居表示実施年月日 | 町区域設定前の町・大字等   | 住居表示実施前の町・大字等 |
| -------------- | ---------------- | ---------------------- | ------------------ | -------------------------- | -------------------------- |
| 赤法花         | あかぼっけ       | 1889年3月1日           | 未実施             |                            |                            |
| 板戸井         | いたとい         | 1889年3月1日           | 未実施             |                            |                            |
| 大柏           | おおがしわ       | 1889年3月1日           | 未実施             |                            |                            |
| 大木           | おおき           | 1889年3月1日           | 未実施             |                            |                            |
| 大山新田       | おおやましんでん | 1889年3月1日           | 未実施             |                            |                            |
| 乙子           | おとご           | 1889年3月1日           | 未実施             |                            |                            |
| 久保ケ丘一丁目 | くぼがおか       | 1985年5月24日          | 未実施             | 立沢                       |                            |
| 久保ケ丘二丁目 | くぼがおか       | 1985年5月24日          | 未実施             | 立沢                       |                            |
| 久保ケ丘三丁目 | くぼがおか       | 1985年5月24日          | 未実施             | 立沢                       |                            |
| 久保ケ丘四丁目 | くぼがおか       | 1985年5月24日          | 未実施             | 立沢、大山新田             |                            |
| けやき台一丁目 | けやきだい       | 1988年5月31日          | 未実施             | 乙子、守谷                 |                            |
| けやき台二丁目 | けやきだい       | 1988年5月31日          | 未実施             | 乙子、高野                 |                            |
| けやき台三丁目 | けやきだい       | 1988年5月31日          | 未実施             | 高野、守谷（飛地）         |                            |
| けやき台四丁目 | けやきだい       | 1988年5月31日          | 未実施             | 乙子、高野、守谷           |                            |
| けやき台五丁目 | けやきだい       | 1988年5月31日          | 未実施             | 守谷                       |                            |
| けやき台六丁目 | けやきだい       | 1988年5月31日          | 未実施             | 高野、守谷                 |                            |
| 高野           | こうや           | 1889年3月1日           | 未実施             |                            |                            |
| 小山           | こやま           | 1889年3月1日           | 未実施             |                            |                            |
| 御所ケ丘一丁目 | ごしょがおか     | 1985年5月24日          | 未実施             | 立沢                       |                            |
| 御所ケ丘二丁目 | ごしょがおか     | 1985年5月24日          | 未実施             | 立沢                       |                            |
| 御所ケ丘三丁目 | ごしょがおか     | 1985年5月24日          | 未実施             | 立沢                       |                            |
| 御所ケ丘四丁目 | ごしょがおか     | 1985年5月24日          | 未実施             | 立沢                       |                            |
| 御所ケ丘五丁目 | ごしょがおか     | 1985年5月24日          | 未実施             | 立沢                       |                            |
| 鈴塚           | すずつか         | 1889年3月1日           | 未実施             |                            |                            |
| 立沢           | たつざわ         | 1889年3月1日           | 未実施             |                            |                            |
| 中央一丁目     | ちゅうおう       | 2010年2月27日          | 未実施             | 守谷                       |                            |
| 中央二丁目     | ちゅうおう       | 2010年2月27日          | 未実施             | 守谷                       |                            |
| 中央三丁目     | ちゅうおう       | 2010年2月27日          | 未実施             | 守谷                       |                            |
| 中央四丁目     | ちゅうおう       | 2010年2月27日          | 未実施             | 守谷                       |                            |
| 同地           | どうじ           | 1889年3月1日           | 未実施             |                            |                            |
| 野木崎         | のぎさき         | 1889年3月1日           | 未実施             |                            |                            |
| ひがし野一丁目 | ひがしの         | 2004年12月25日         | 未実施             | 守谷                       |                            |
| ひがし野二丁目 | ひがしの         | 2004年12月25日         | 未実施             | 守谷                       |                            |
| ひがし野三丁目 | ひがしの         | 2004年12月25日         | 未実施             | 守谷                       |                            |
| ひがし野四丁目 | ひがしの         | 2013年10月12日         | 未実施             | 松並                       |                            |
| 本町           | ほんちょう       | 2002年2月2日           | 未実施             | 守谷、同地、乙子           |                            |
| 松ケ丘一丁目   | まつがおか       | 1988年5月31日          | 未実施             | 守谷                       |                            |
| 松ケ丘二丁目   | まつがおか       | 1988年5月31日          | 未実施             | 高野、鈴塚、守谷           |                            |
| 松ケ丘三丁目   | まつがおか       | 1988年5月31日          | 未実施             | 高野、鈴塚、守谷           |                            |
| 松ケ丘四丁目   | まつがおか       | 1988年5月31日          | 未実施             | 大柏、高野、鈴塚           |                            |
| 松ケ丘五丁目   | まつがおか       | 1988年5月31日          | 未実施             | 大柏、高野、守谷           |                            |
| 松ケ丘六丁目   | まつがおか       | 1988年5月31日          | 未実施             | 大柏、高野                 |                            |
| 松ケ丘七丁目   | まつがおか       | 1988年5月31日          | 未実施             | 大柏、高野、鈴塚（飛地）   |                            |
| 松並           | まつなみ         | 2002年2月2日           | 未実施             | 守谷、同地                 |                            |
| 松並青葉一丁目 | まつなみあおば   | 2016年10月22日         | 未実施             | 松並                       |                            |
| 松並青葉二丁目 | まつなみあおば   | 2016年10月22日         | 未実施             | 松並                       |                            |
| 松並青葉三丁目 | まつなみあおば   | 2016年10月22日         | 未実施             | 松並                       |                            |
| 松並青葉四丁目 | まつなみあおば   | 2016年10月22日         | 未実施             | 松並                       |                            |
| 松前台一丁目   | まつまえだい     | 1985年5月24日          | 未実施             | 大山新田、立沢             |                            |
| 松前台二丁目   | まつまえだい     | 1985年5月24日          | 未実施             | 大山新田、立沢             |                            |
| 松前台三丁目   | まつまえだい     | 1985年5月24日          | 未実施             | 大山新田、立沢             |                            |
| 松前台四丁目   | まつまえだい     | 1985年5月24日          | 未実施             | 大山新田                   |                            |
| 松前台五丁目   | まつまえだい     | 1985年5月24日          | 未実施             | 大山新田、板戸井           |                            |
| 松前台六丁目   | まつまえだい     | 1985年5月24日          | 未実施             | 大山新田、板戸井           |                            |
| 松前台七丁目   | まつまえだい     | 1985年5月24日          | 未実施             | 大山新田、板戸井           |                            |
| みずき野一丁目 | みずきの         | 1982年                 | 未実施             | 東守谷                     |                            |
| みずき野二丁目 | みずきの         | 1982年                 | 未実施             | 東守谷                     |                            |
| みずき野三丁目 | みずきの         | 1982年                 | 未実施             | 東守谷                     |                            |
| みずき野四丁目 | みずきの         | 1982年                 | 未実施             | 東守谷                     |                            |
| みずき野五丁目 | みずきの         | 1982年                 | 未実施             | 東守谷                     |                            |
| みずき野六丁目 | みずきの         | 1982年                 | 未実施             | 東守谷                     |                            |
| みずき野七丁目 | みずきの         | 1982年                 | 未実施             | 東守谷                     |                            |
| みずき野八丁目 | みずきの         | 1982年                 | 未実施             | 東守谷                     |                            |
| 美園一丁目     | みその           | 1999年9月25日          | 未実施             | 乙子、高野                 |                            |
| 美園二丁目     | みその           | 1999年9月25日          | 未実施             | 乙子、高野                 |                            |
| 美園三丁目     | みその           | 1999年9月25日          | 未実施             | 乙子、高野                 |                            |
| 美園四丁目     | みその           | 1999年9月25日          | 未実施             | 乙子、高野                 |                            |
| 美園四丁目     | みその           | 1999年9月25日          | 未実施             | 乙子、高野                 |                            |
| 緑一丁目       | みどり           | 1993年10月29日         | 未実施             | 板戸井、大木、立沢、野木崎 |                            |
| 緑二丁目       | みどり           | 1993年10月29日         | 未実施             | 板戸井、大木、立沢、野木崎 |                            |
| 薬師台一丁目   | やくしだい       | 1985年5月24日          | 未実施             | 立沢                       |                            |
| 薬師台二丁目   | やくしだい       | 1985年5月24日          | 未実施             | 板戸井、立沢               |                            |
| 薬師台三丁目   | やくしだい       | 1985年5月24日          | 未実施             | 板戸井、立沢               |                            |
| 薬師台四丁目   | やくしだい       | 1985年5月24日          | 未実施             | 板戸井、立沢               |                            |
| 薬師台五丁目   | やくしだい       | 1985年5月24日          | 未実施             | 板戸井、立沢               |                            |
| 薬師台六丁目   | やくしだい       | 1985年5月24日          | 未実施             | 板戸井、立沢               |                            |
| 薬師台七丁目   | やくしだい       | 1985年5月24日          | 未実施             | 板戸井、立沢               |                            |
| 百合ケ丘一丁目 | ゆりがおか       | 2002年2月2日           | 未実施             | 守谷                       |                            |
| 百合ケ丘二丁目 | ゆりがおか       | 2002年2月2日           | 未実施             | 守谷                       |                            |
| 百合ケ丘三丁目 | ゆりがおか       | 2002年2月2日           | 未実施             | 守谷                       |                            |

1. 1 2 3 4 5 6 7 8 9 10 11 12 13 14 15 16 17 18 19 20 21 22 23 24 25 26 27 28 29 30 31 32 33 34 35 36 37 38 39 40 41 42 43 44 45 46 47 48 49 50 51 52 53 54 55 56 57 58 59 60 61 62 63  町名地番整理実施区域

消滅した大字
- 東守谷（守谷、小山の一部から新設。全域が現在のみずき野）
- 守谷（現在の中央、本町、松並、百合ケ丘の全域、けやき台、高野、小山、松ケ丘、みずき野の一部）

### 公園・遊歩道

守谷市の公園
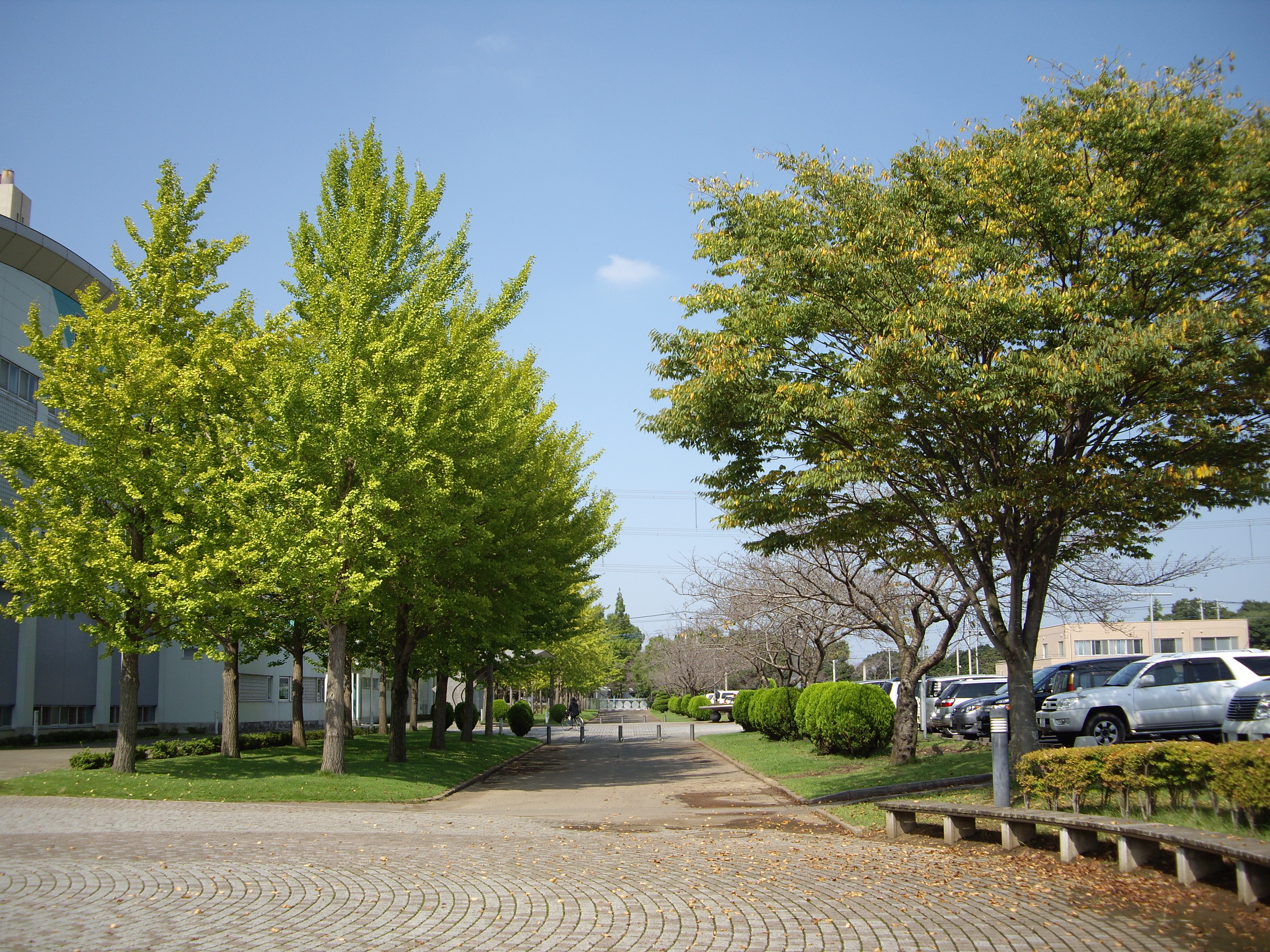
常総運動公園
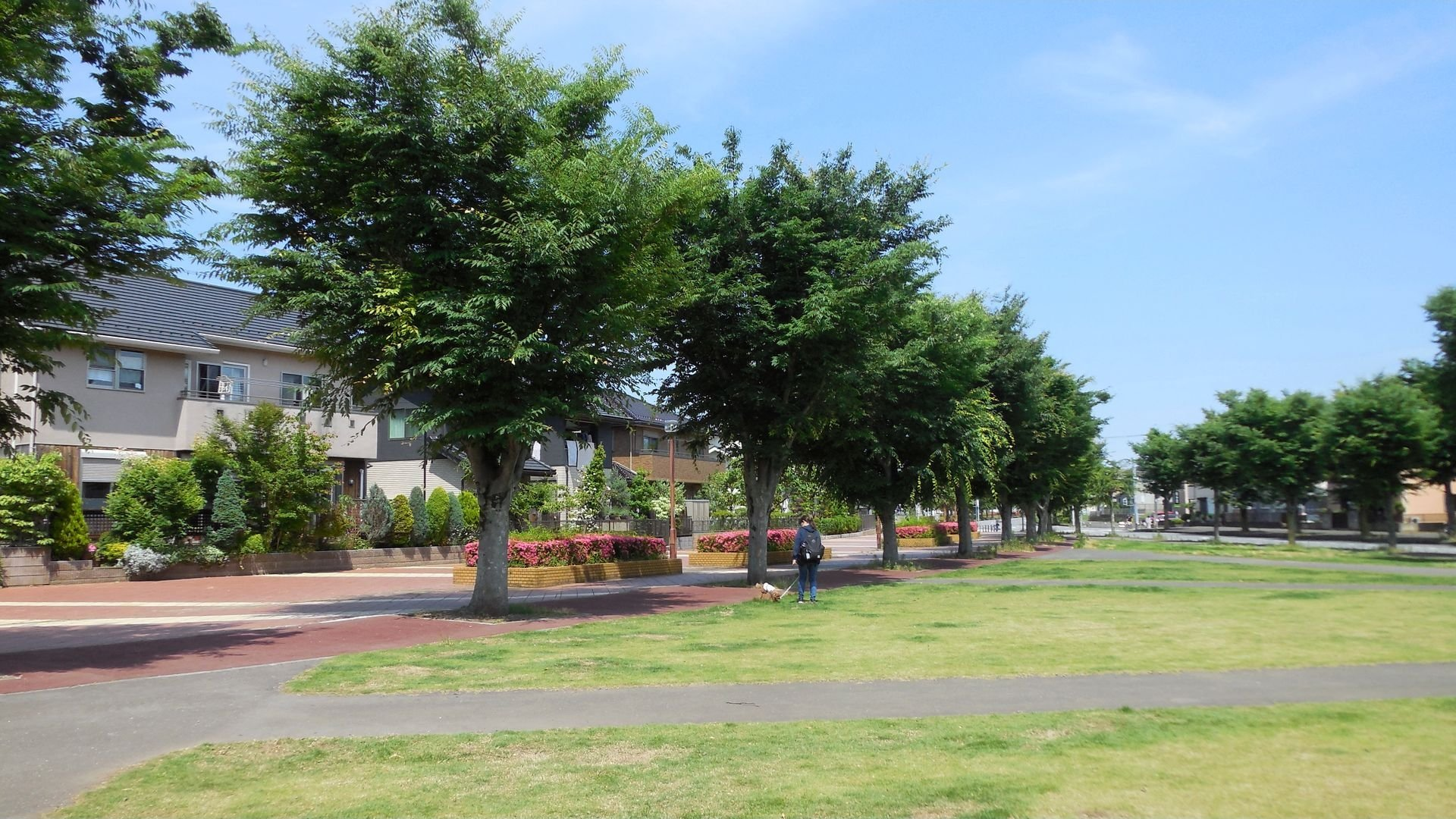
けやき台公園
- 松ケ丘公園
- 松風公園
- 板戸井公園
- 大山公園
- 立沢公園
- やまゆり公園
- さくらの杜公園
- 乙子公園
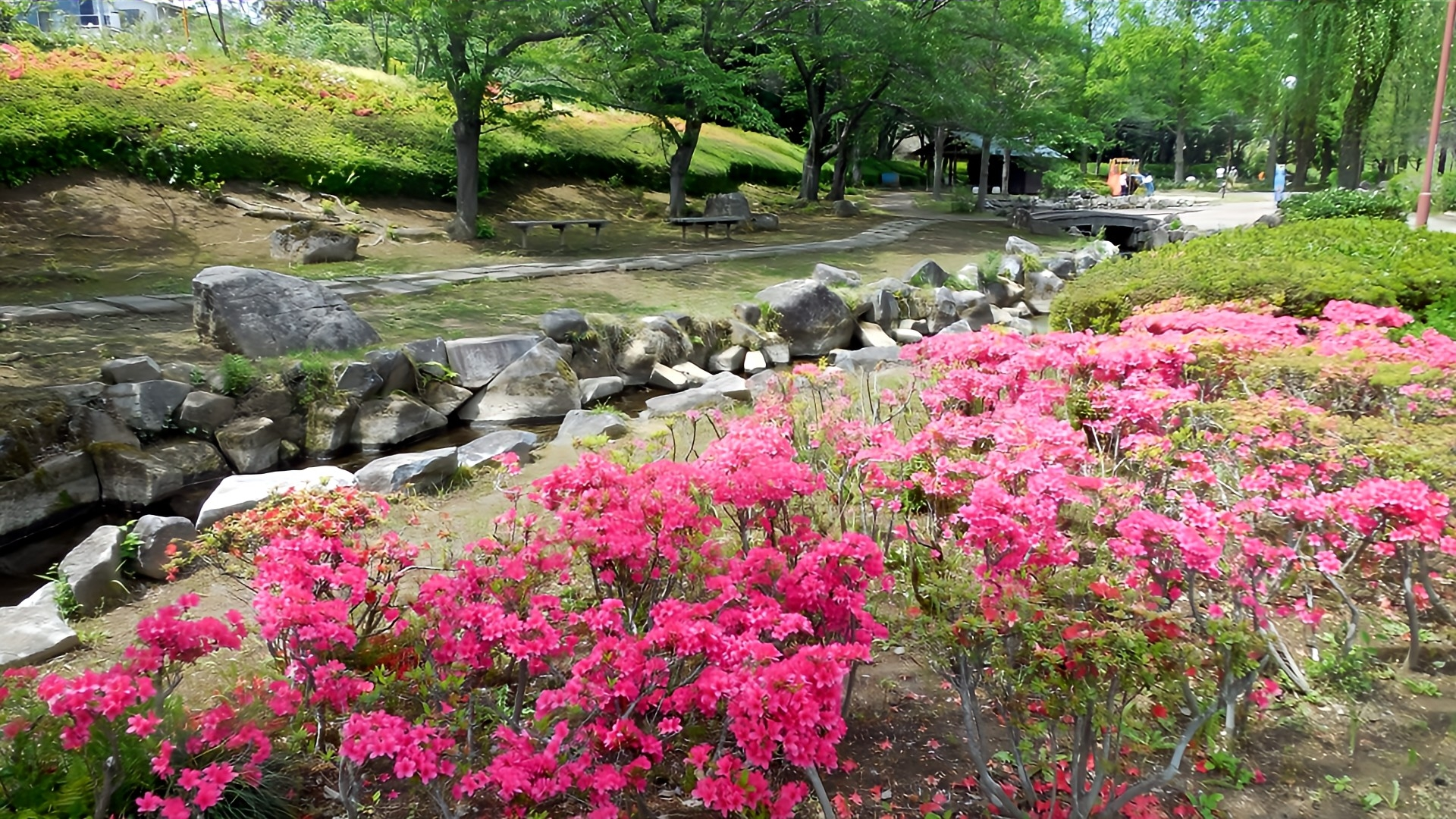
四季の里公園
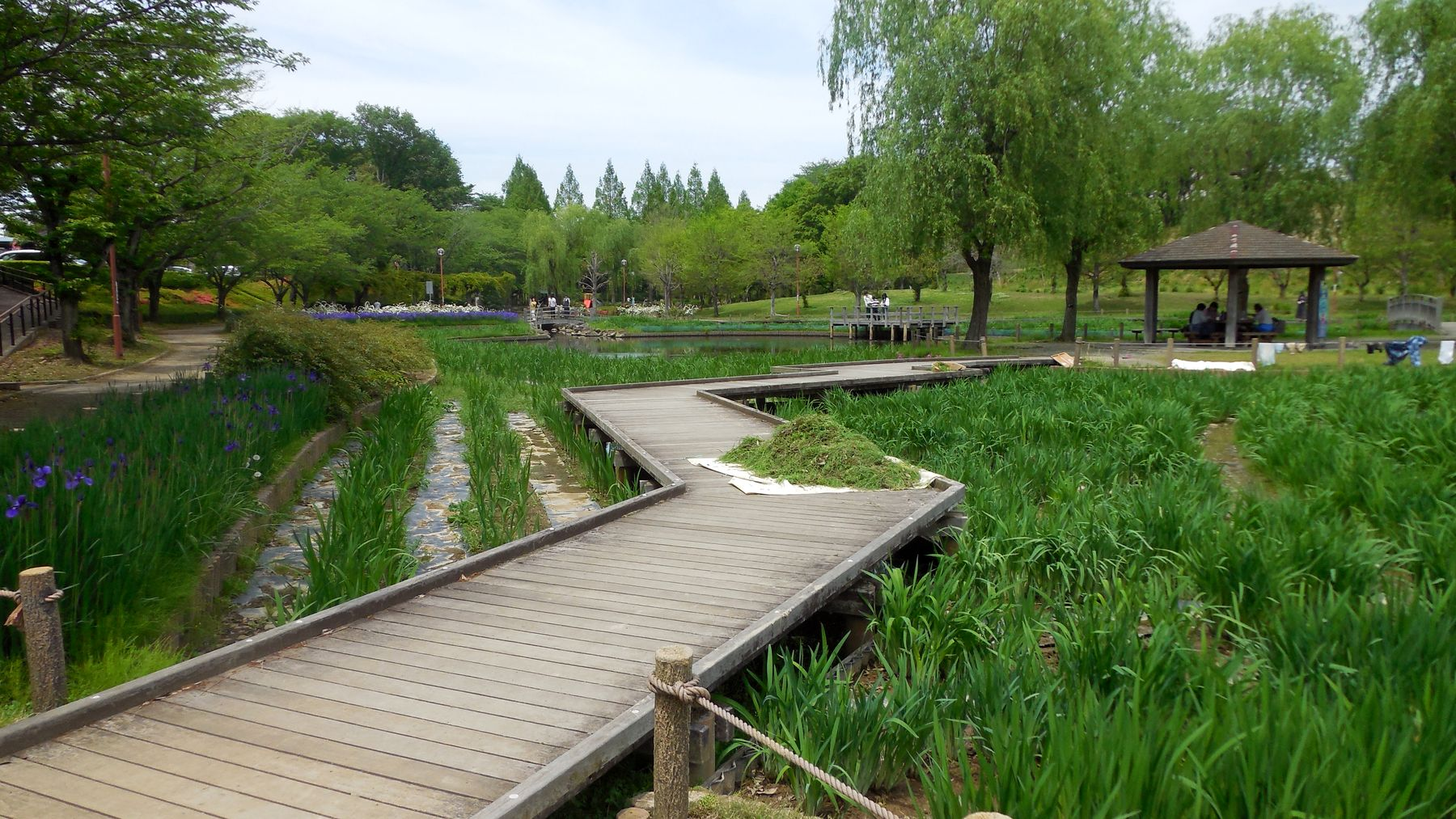
四季の里公園・散策路

- 北園森林公園
- 土塔森林公園
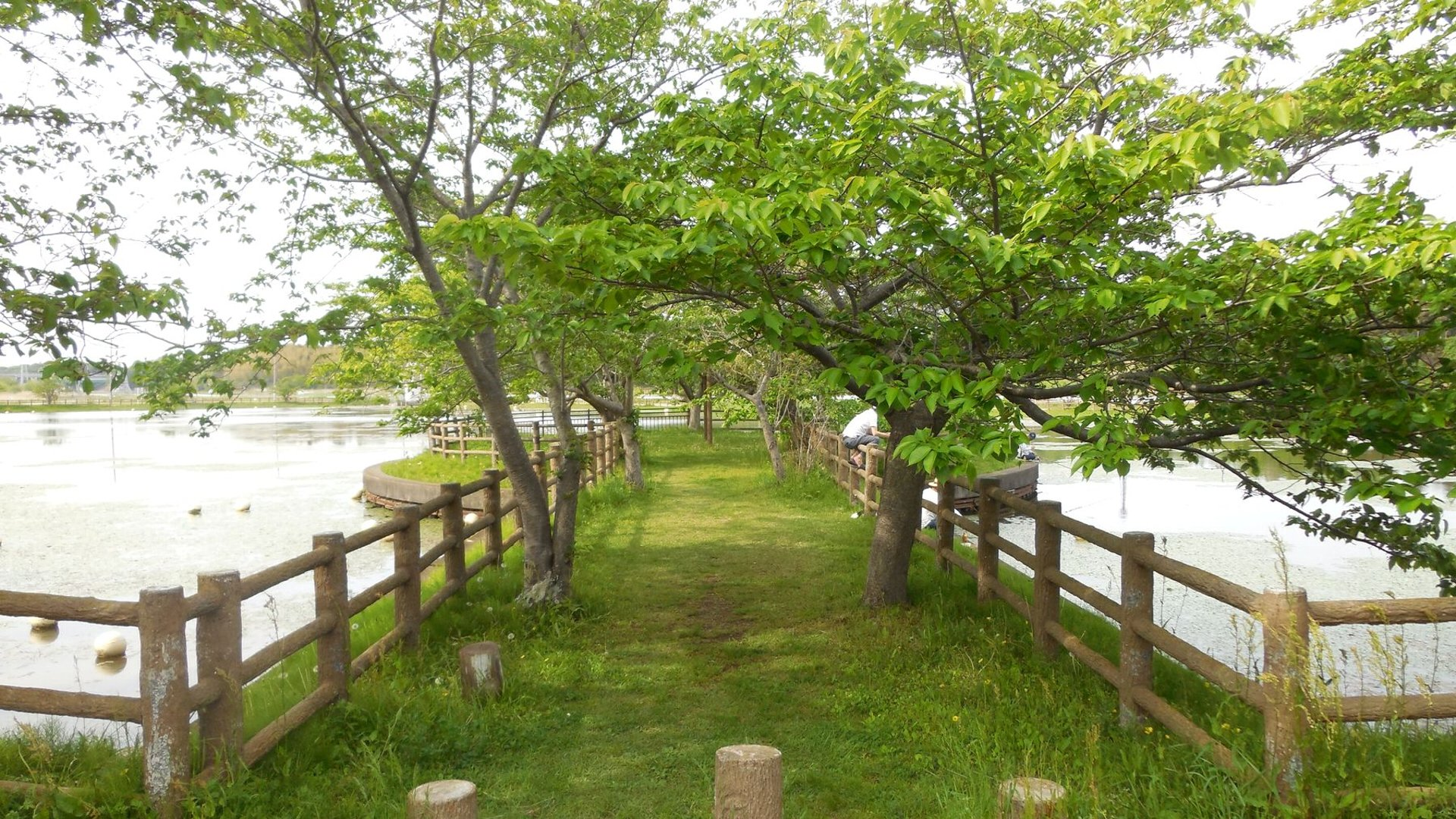
守谷城址公園
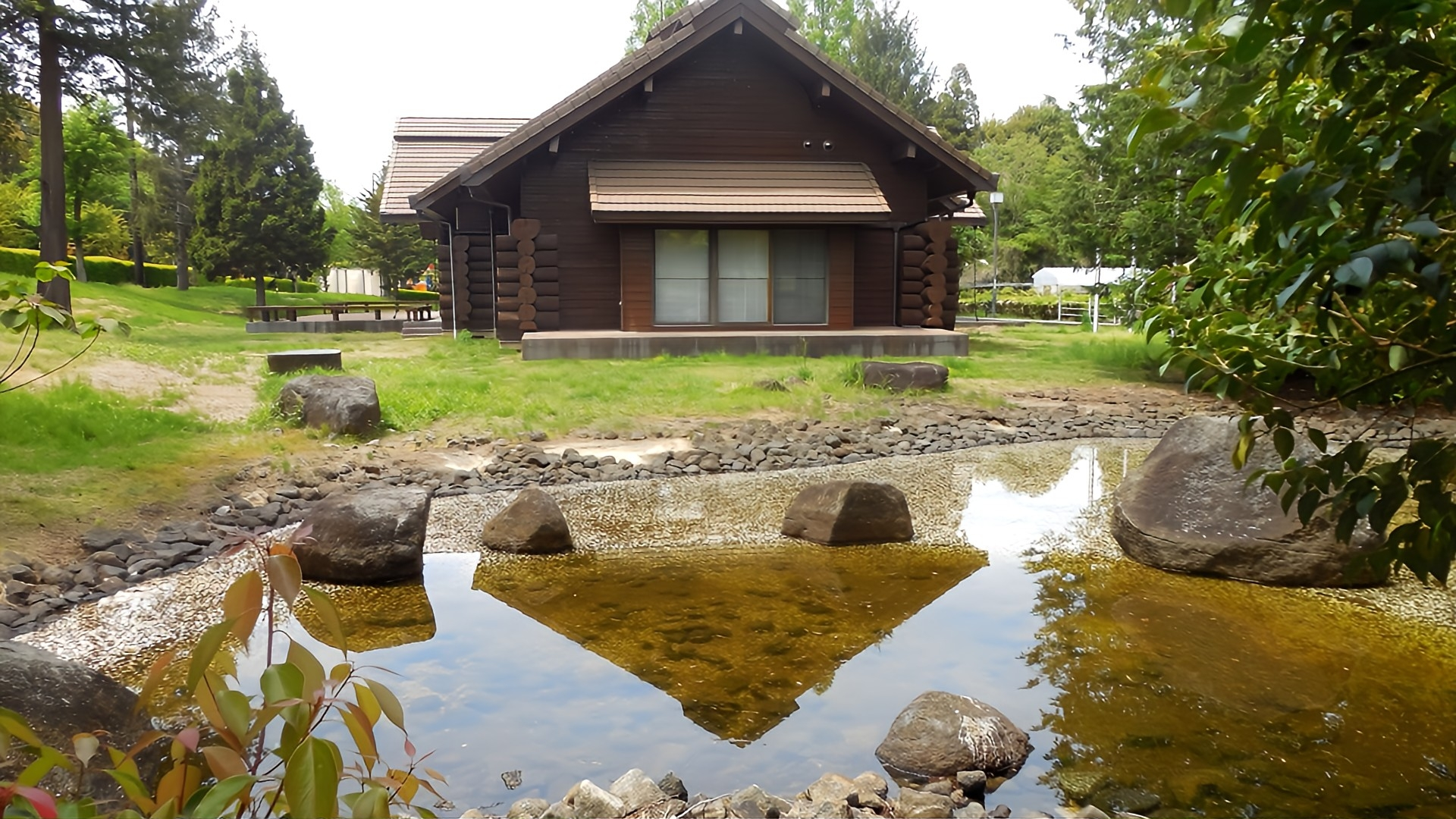
ログハウス公園

- 守谷市の公園
- 常総運動公園
- けやき台公園
- 四季の里公園・つつじの植栽
- 四季の里公園・散策路
- 守谷沼散策路(守谷城址公園の端)
- ログハウス公園

### 遊歩道・プロムナード水路
TX守谷駅近くの「守谷東地区」の新市街地開発に於いては、市販する製品とはならない開発地区の石材などを利用して、多段式調整池の水路をプロムナード水路として整備作業を進め、「居心地のよい空間」を創出している。

守谷城址，守谷沼，北園森林公園一帯と接続し，谷津の周辺の斜面緑地と谷津田及び水路・沼の空間，歴史的風土を，水と緑と歴史の環境に市民が憩う｢水と緑と歴史のふれあい拠点｣として開発を進めてきた。
谷津の一団の樹林地・農地などの環境・景観の保全整備を図りつつ，ひがし野地区の「プロムナード水路」や本町地区の「守谷野鳥のみち」等の親水性のある歩行路により，守谷駅周辺地区（都市中心拠点）や南守谷の市街地との連携機能に注力している。

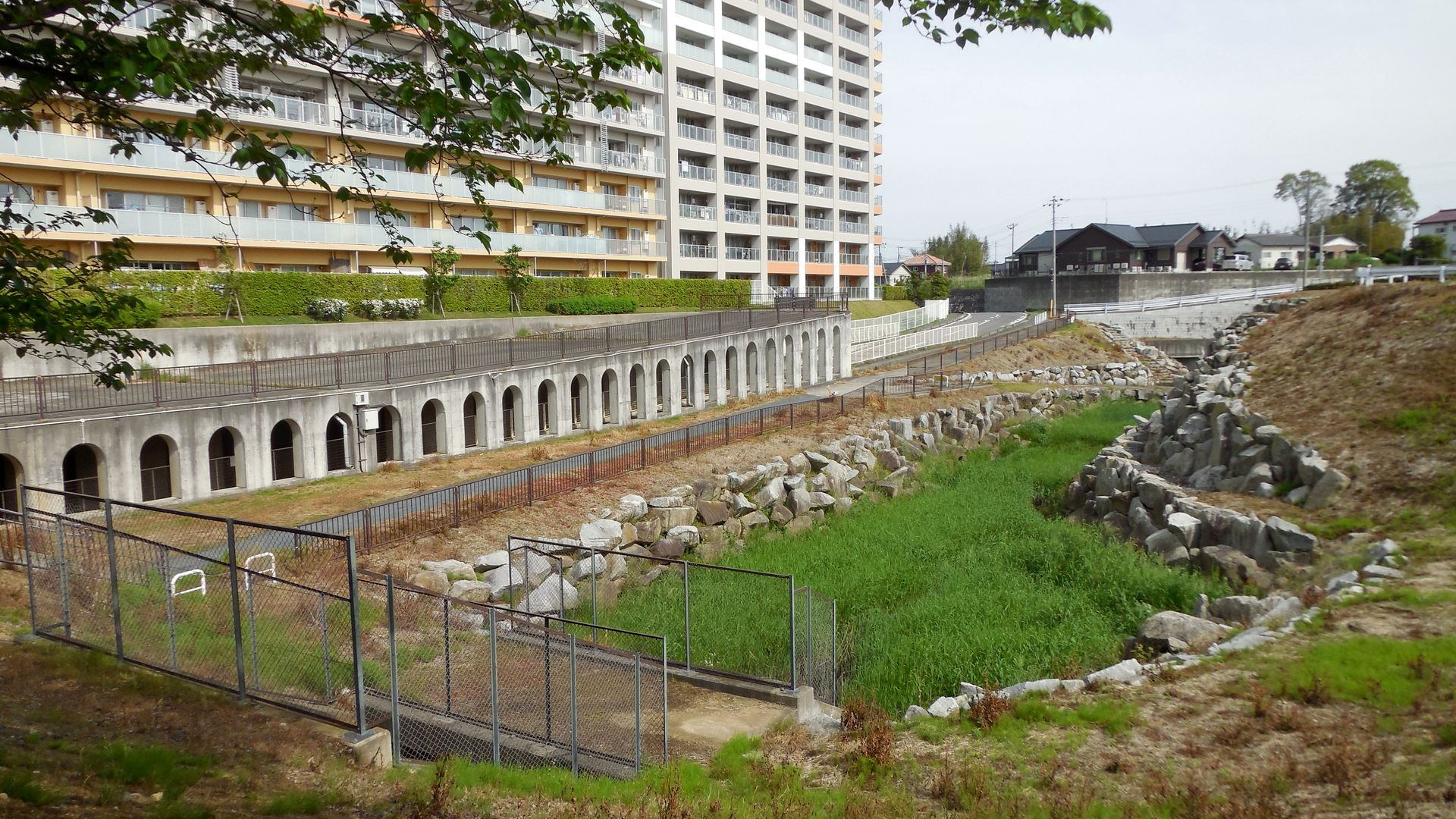
ブランズシティー守谷とプロムナード水路公園
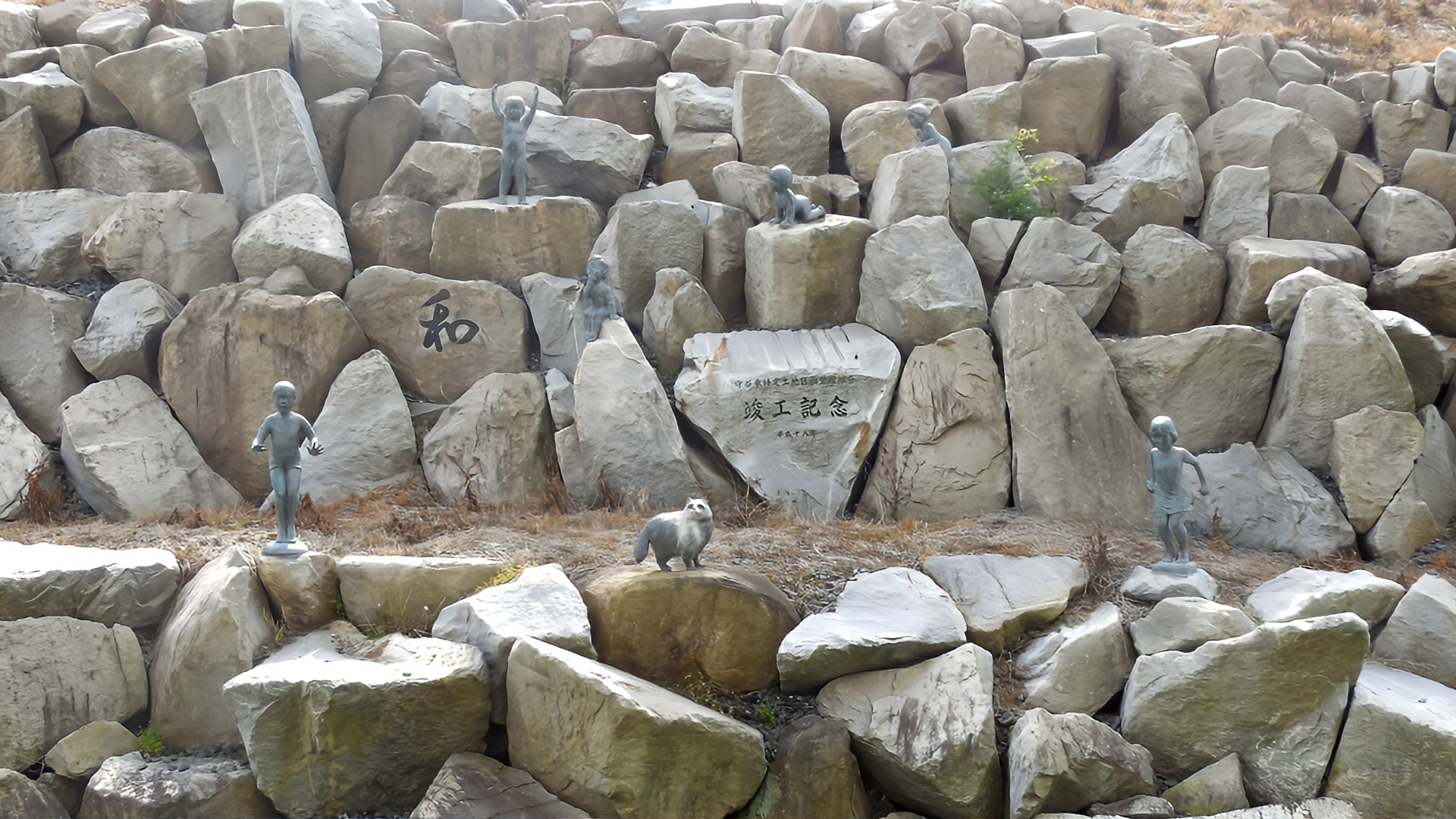
プロムナード水路・竣工記念の碑
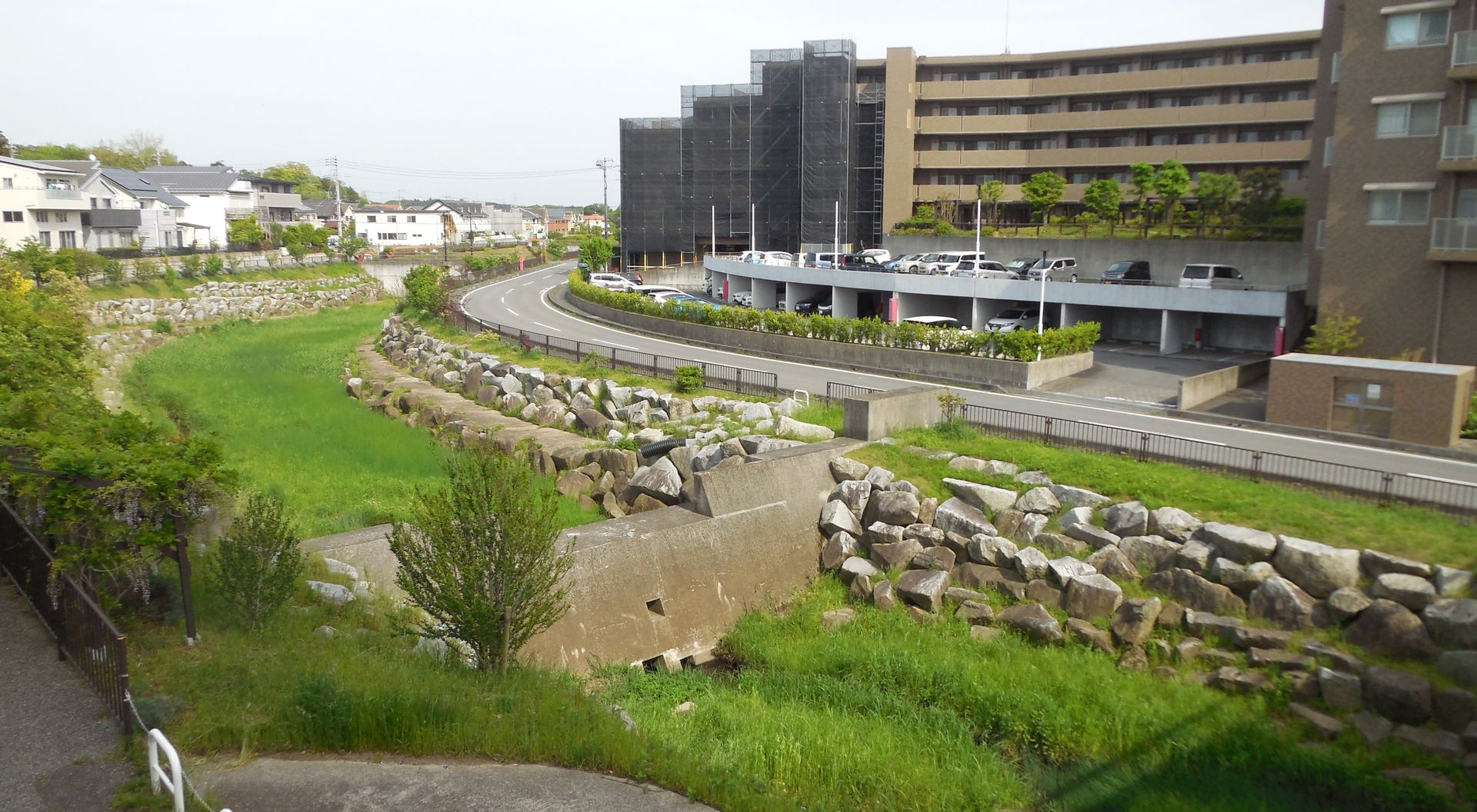
プロムナード水路(奥に守谷城址公園)
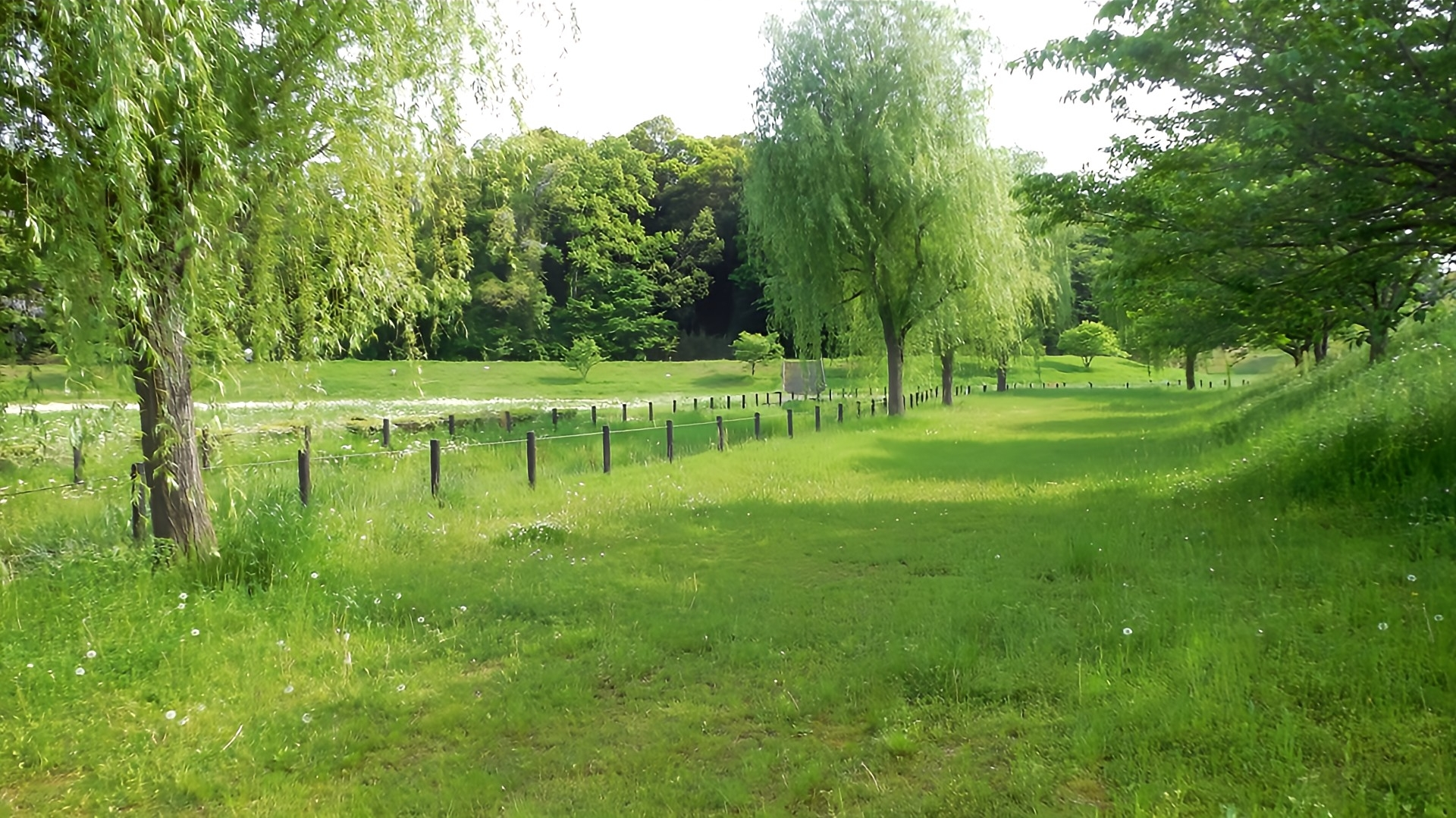
プロムナード水路に連なる守谷城址公園

### 地区
市内は守谷、大井沢、大野、高野、北守谷、南守谷、みずき野、美園の8地区に分けられる。元は合併前の1町3村の名称と区分にちなんで、市の中央部から北東部にかけてを守谷地区、南東部を高野地区、北西部を大井沢地区、南西部を大野地区と分けていた。その後、住宅開発により守谷地区のうちパークシティ守谷をみずき野地区、大井沢地区のうち常総ニュータウン北守谷を北守谷地区、高野地区、守谷地区のうち常総ニュータウン南守谷を南守谷地区、高野地区のうちヒルズ美園を美園地区として分離した。このように市は8地区にけているが、旧大井沢地区は大部分が北守谷地区に変わり、学区等も一体的に整備されるなど大井沢地区は実質北守谷地区の一部と化している。また、守谷地区も西部の百合ケ丘と東部の本町、ひがし野とでは同一地域としての繋がりは薄く、守谷市の地域区分は行政上の地域区分としてのみ機能している状態である。

## 条例・地区計画
守谷市では、環境の保全や健全な都市育成などのため、様々な条例や地区計画を設けている。

### 景観条例
守谷市では2005年（平成17年）8月24日より景観行政団体となっている。守谷市全域を景観計画の区域と定め、景観形成のための基本となる『守谷市景観計画』を立てており、良好な景観形成や個性的で魅力あふれる景観形成を推進している。

### ポイ捨て等防止に関する条例
守谷市では、清潔で快適な生活環境を保持することを目的として、2008年（平成18年）5月30日より「守谷市ポイ捨て等防止に関する条例」を設けている。これは市内でのポイ捨て、路上等喫煙、飼い犬等のふんの放置に関して、勧告や罰金を行うための条例で、強化区域（守谷駅周辺）でこれらの行為を行った場合、20,000円以下（当面は2,000円）の過料が課せられる。また、その他の場所でも、違反者は勧告を受ける。しかし、実際には条例施行後も歩行喫煙、路上喫煙が目立つ状況が続いている。

### 守谷市ふるさとづくり寄附条例
守谷市では、協働による個性的で誰からも愛されるふるさとづくりを進めていくため、守谷市ふるさとづくり寄附条例を制定し、2008年（平成20年）4月1日より施行している。また、寄付金は以下の用途のいずれかに使われる。
- 自然環境の保全及び緑化の推進に関する事業（緑化基金）
- 福祉施策の充実に関する事業（地域福祉基金）
- 教育、文化活動及びスポーツ振興に関する事業（教育文化振興基金）

### 地区計画
守谷市は市街化区域の75.8%が計画的に整備された大規模宅地開発地域となっている。また、良好な住環境を保つため、市街化区域の50%以上を建蔽率40%の第一種低層住居専用地域としている。これは一般的な第一種低層住居専用地域よりも規制の厳しいもので、これによりゆとりある街並を実現している。
- 緑地区計画 - 緑
- 美園地区計画 - 美園
- ひがし野地区計画 - ひがし野
- 上裏地区計画 - 本町の一部
- 守谷駅周辺地区計画 - 中央

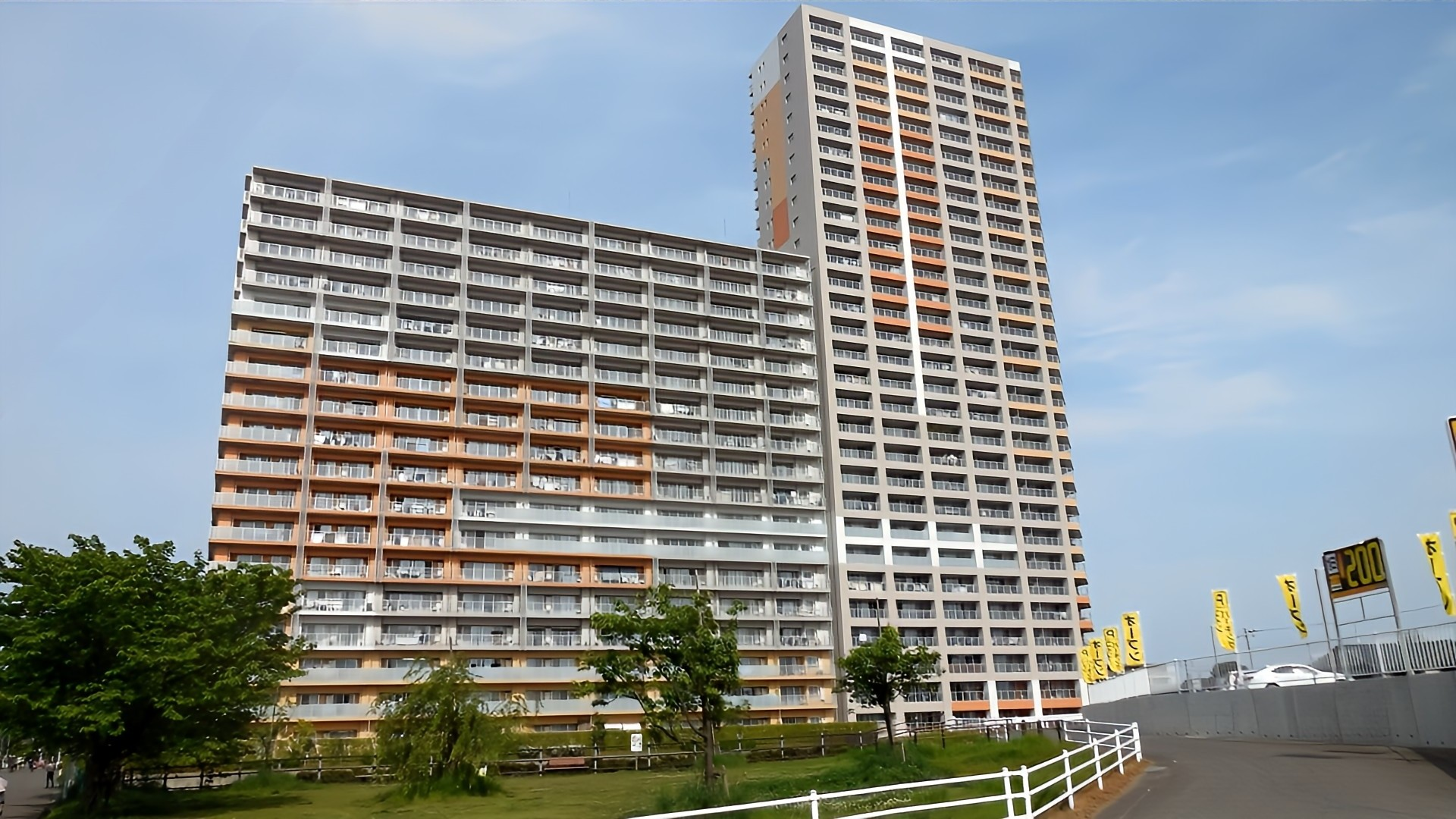
ブランズシティー守谷(ひがし野)

- けやき台ユーシティ地区計画 - けやき台四丁目の一部
- みずき野地区計画 - みずき野
- 久保ケ丘ユーシティ地区計画 - 久保ケ丘四丁目の一部
- 薬師台ひかる野地区計画 - 薬師台二丁目の一部
- けやき台3-1地区計画 - けやき台三丁目の一部

### 緑の街づくり協定
守谷市では、市内の環境の維持の為、市の大部分で建築規制、緑化協定を設けている。その結果、街並や緑化が評価され、みずき野地区にて「人間道路会議賞」、薬師台二丁目のオーナーズコート守谷地区にて「住まいのまちなみ賞」、松ケ丘西地区において「第19回みどりの愛護功労者国土交通大臣賞」を受賞している。これらの甲斐があり、市内の緑被率は63%前後を維持している。
- 北守谷・緑の街づくり協定 - 久保ケ丘、御所ケ丘、松前台、薬師台
- 南守谷・緑の街づくり協定 - けやき台、松ケ丘
- 大新東守谷住宅地・緑の街づくり協定 - 本町の一部
- 岩住宅地緑の街づくり協定 - 百合ケ丘二丁目の一部
- ウィンドミル守谷住宅地・緑の街づくり協定 - 本町の一部
- エコライフアベニュー百合ケ丘緑の街づくり協定 - 百合ケ丘三丁目の一部

### 市街化調整区域
併用住宅を含む、一戸建住宅の建築を目的とする開発行為の最低敷地面積は、守谷市の属する近郊整備地帯は165m2となっているが、守谷市では300m2と定めている。これは県条例等により概ね200m2と定められているものよりも広い敷地を必要とするものである。

### 生産緑地
守谷市では、生産緑地法に基づいて設置された35の生産緑地を設置している。

### 分譲マンション規制
守谷市では、良好な住宅環境の形成を図ることを目的とし、家族向け分譲マンションの建築に対し、一戸当たり専用床面積平均82m2以上、一戸当たり専用床面積最低67m2以上とする基準を設けている。

## 歴史

### 名称の由来
守谷という名称の由来には3つの説があるが、正確には分かっていない。
- 日本武尊が東征の際にこの地を訪れ、鬱蒼と茂る森を見た際に驚嘆して発した「森なる哉」（もりなるかな）という言葉から「森哉」（もりや）となったという説がある。しかし、日本武尊が守谷を訪れたという確証はない。
- 平将門が城を築いた際に入り江（現在は消失）に守られたこの土地を「守るに易き谷」と評したことに由来するという説がある。しかし、守谷城を築城したのは将門ではなく後世の相馬氏と推測される。なお、市内には平将門にまつわる伝説・言い伝えが数多く残されている。
- 郡司の官衙（郡衙）、屯倉があった処から「まもりびと」「もりや」になったという説がある。

守谷の鎮守神として奉られている牛頭(ごず)大王（八坂神社）に納められている神鏡に「下総国守谷郷牛頭大王守護所、大同元年丙戌、神主吉信」と書かれていることから、806年（大同元年）には守谷郷の名称がみられ、それ以前より守谷の名称が用いられていたと考えられる。また、1614年（元和7年）の神社奉納品には「森屋之郷」と記されており、異字である「森屋」も用いられていたと考えられる。
また、守谷町、大井沢村、高野村、大野村が合併した際に、新町名を守谷町とした理由は、景行天皇以降、徳川時代より（旧）守谷町を中心に付近数里の間を「守谷郷」と称していたことによる。審査方針は5つあり、「郷土民情にふさわしき町名」「住民の納得する町名」「子孫に悔いなき町名」「一般社会に知れやすい町名」「郷土のふうしょうを現される町名」であった。また、新町名選定の際には守谷町の「守谷」と大野村、高野村の「野」を合わせて「守谷野」とする案もあったが、「守谷」となったことには大井沢村住人が守谷を支持したことも後押しとなった。

### 合併と旧町村
守谷市の前身である守谷町は、1955年（昭和30年）3月1日に北相馬郡西部1町3村が合併したことにより誕生した。合併時の人口は12,001人。
合併は1953年（昭和28年）9月1日に交付され、同年10月1日から施行された町村合併促進法に基づき懇談会・座談会等を経て審議されたものであったが、当初予定では（旧）守谷町を中心として、大井沢村、大野村、高野村（以上、現・守谷市）、小絹村（現・つくばみらい市）、高井村（同地→現・守谷市・それ以外→現・取手市）・稲戸井村（現・取手市）で合併を行う予定であった。この場合の予定人口は19,612人、世帯数3,432戸、面積58.218km2だった。
1954年（昭和29年）5月7日には1町6ヶ村による代表者会議を開催し、同月26日には関係町村を含めた各町村10名ずつの代表者による合計70名で構成された「町村合併促進協議会」が発足。総務部、財務部、教育民生部、産業経済部、土木部の5つの専門部を設け、守谷町長を会長・他6ヶ村の村長を副会長、各部代表者の互選による代表者を部長として合併促進が進められたが、小絹、高井、稲戸井の3村が1町6ヶ村の合併に慎重な態度を取った。そのため、組合立中学校等を共同経営し、守谷町市場や法務局守谷出張所等の共同利用、同管轄である守谷町、大井沢村、大野村、高野村での合併を進めることとなった。その後も小絹、高井、稲戸井の3村に合併の促進を促したが、意見が一致せず、同年8月6日に新町建設計画の骨格である協定事項25項目を決定した。また、同月29日には新町名を「守谷町」に決定。同年11月12日に議会で合併決議が行われ、同年12月13日に県知事に申請。翌1955年（昭和30年）1月13日付で認可された。これに先立つ1954年（昭和29年）12月2日には、1町3村合併に先立ち、高井村大字同地（人口187人、28戸宅地33,517.354m2（10,319坪）、耕地469,091.14m2（47町3反））が守谷町に編入されることが決定。翌1955年（昭和30年）2月15日に編入された。その翌月3月1日に守谷町、大井沢村、大野村、高野村で合併が行われ、現在の守谷市域が確定した。
- （旧）守谷町

現在の赤法花、小山、中央、ひがし野、本町、松並、松並青葉、みずき野、百合ケ丘の全域及び松ケ丘、けやき台の一部、同地（1955年2月15日 - 3月1日まで）に相当する。町の中央は海抜20mの台地で、その周辺が谷津田となっていた。常総鉄道（現:関東鉄道常総線）が南北に通り、守谷駅から銚子街道沿いを南に2,000mほど商店街を形成。町内にある守谷駅は常総鉄道内で2位の乗降客数であった。
明治以前より守谷町とされていた区域は、現在の中央、ひがし野、松並、松並青葉、百合ケ丘の全域と本町の大部分であり、1881年（明治14年）に辰新田村、1883年（明治16年）に西奥山新田を編入（現在の本町字辰新田、本町字奥山新田で、これらを含む1889年以前の旧守谷町が後の大字守谷である）。1889年（明治22年）に守谷町・小山村・赤法花村が合併し、（旧）守谷町が誕生、旧町村はそれぞれ大字守谷、大字小山、大字赤法花となった。大井沢村、高野村、大野村との合併直前である1954年（昭和29年）7月時点の旧守谷町の人口は4,817人、面積は8.55km2である。翌2月15日には高井村大字同地を編入し、3月1日の3町1村合併まで同地は（旧）守谷町の大字となっていた。合併直前の町役場所在地は守谷町大字守谷甲19番地1。
以下は、1889年（明治22年）から1955年（昭和30年）までの旧・守谷町の町長である。
| 代 | 氏名         | 就任年         | 退任年         | 備考                         |
| -- | ------------ | -------------- | -------------- | ---------------------------- |
| 初 | 平尾譲吉     | 1899年         | 1906年2月12日  |                              |
| 2  | 原田時次郎   | 1906年2月13日  | 1907年10月25日 |                              |
| 3  | 荒川増郎     | 1907年10月26日 | 1909年4月27日  |                              |
| 4  | 野澤章夫     | 1909年4月28日  | 1910年6月7日   |                              |
| 5  | 藤平清次     | 1910年6月8日   | 1912年3月18日  |                              |
| 6  | 上床重幸     | 1912年12月7日  | 1921年3月8日   | 1917年12月6日を挟んで2期連続 |
| 7  | 長谷川亀之祐 | 1921年4月21日  | 1927年3月6日   | 1925年4月20日を挟んで2期連続 |
| 8  | 古谷茂三郎   | 1925年8月27日  | 1930年8月26日  |                              |
| 9  | 平尾栄作     | 1930年8月31日  | 1934年8月30日  |                              |
| 10 | 古谷茂三郎   | 1934年9月11日  | 1938年9月10日  |                              |
| 11 | 田中偉三郎   | 1938年9月11日  | 1940年1月24日  |                              |
| 12 | 吉田亀次郎   | 1940年4月28日  | 1946年11月25日 | 1944年2月15日を挟んで2期連続 |
| 13 | 奈幡建三     | 1947年4月25日  | 1952年5月27日  | 1951年4月4日を挟んで2期連続  |
| 14 | 片山亀之助   | 1952年6月28日  | 1954年3月11日  |                              |
| 15 | 吉田亀次郎   | 1954年4月23日  | 1955年2月29日  |                              |

- 大井沢村

現在の板戸井、大木、大山新田、久保ケ丘、御所ケ丘、立沢、松前台、薬師台及び、緑の一部に相当する。大字板戸井、大字大木、大字大山新田、大字立沢の4大字があった。合併直前である1954年（昭和29年）7月時点の旧大井沢村の人口は2,696人、面積は11.25km2だった。
- 高野村

現在の乙子、高野、鈴塚、美園及びけやき台、松ケ丘の一部に相当する。大字乙子、大字高野、大字鈴塚の3大字があった。合併直前である1954年（昭和29年）7月時点の旧高野村の人口は1,724人、面積は6.29km2だった。
- 大野村

現在の大柏、野木崎、及び松ケ丘、緑の一部に相当する。大字大柏と大字野木崎の2大字があった。合併直前である1954年（昭和29年）7月時点の旧大野村の人口は2,577人、面積は8.22km2だった。

### 合併時の新町建設方針
1955年（昭和30年）の新町発足時の守谷町（現:守谷市）の方針は、産業都市を目指したものであった。そのため、道路整備及び軽工業工場の誘致を行うことを計画・実行した。

### 年表
- 先土器時代 市内にある遺跡（郷州原・乙子・大日・北守谷）から発掘された遺跡により、守谷に人が住み始めた時代であると推測されている[16]。
- 鎌倉時代前期 相馬師常により守谷城が築城。以降、相馬氏（下総相馬氏）の本城となる。
- 1538年 相馬氏が北条氏政と古河公方足利晴氏と和睦し、北条氏への服従を示すため守谷城を北条氏へ明け渡す。
- 1566年 芳春院周興（足利義氏の母）が守谷城へ入城。
- 1590年（天正18年） 豊臣秀吉による小田原征伐の際、相馬氏は北条方についたが、秀吉の臣である浅野長政らの勧告を受け降伏し、守谷城を開城した。徳川家康の命により、相馬氏に代わって土岐（菅沼）山城守定政（とき（すがぬま）やましろのかみさだまさ）が守谷一万石としてこれを治め、守谷（現在の本町）は城下町として発展する。
- 1616年（元和2年） 菅沼定義が高槻に転封となる。
- 1619年（元和5年） 菅沼頼行（定義の子）が守谷城主となる。
- 1628年（寛永5年） 頼行が出羽上山に転封となり、守谷城は事実上の廃城。
- 1642年（寛永19年） 守谷の一部が佐倉藩堀田氏の所領となり、堀田正盛の子、堀田正俊が領主となる。
- 1668年（寛文元年） 酒井忠孝が領主となる。
- 1681年（天和元年） 守谷最後の城主・酒井忠挙が厩橋へ転封。
- 1688年（元禄元年）- 関宿藩領へ編入。
- この頃から江戸時代末期まで、現在の守谷市は関宿藩領、天領、田安領、その他旗本領に分割されていた。
- 1869年（明治2年）2月23日（旧暦1月13日）- 下総知事県に代わり、本格的な行政組織として葛飾県を設置。現在の守谷市内にあった町村のうち、守谷町、辰新田村が関宿藩、その他が葛飾県所属となる。
- 1871年（明治4年）12月25日（旧暦11月14日）- 廃藩置県後の県の統合により、印旛県の所属となる。
- 1873年（明治6年）
  - 5月 - 大区小区制により、現在の守谷市を構成する旧町村の全域が第十四大区六小区となる。また、すぐに再編成で第五大区七小区となる。
  - 6月15日 - 印旛県が木更津県と合併し、千葉県を設置。千葉県所属となる。
- 1875年（明治8年）5月7日 - 茨城県所属となる。第九大区二小区となる。
- 1878年（明治11年）
  - 守谷町に巡査交番所交番を設置。斉藤斐が守谷町に郵便局を設置。
  - 7月22日 - 郡区町村制施行。北相馬郡所属となる。
- 1879年（明治12年）2月 - 守谷町外2ケ村戸長役場を設置。
- 1884年（明治17年）6月 守谷町外5ケ村戸長役場を設置。
- 1889年（明治22年）- 町村制施行により北相馬郡守谷町が成立。
- 1893年（明治26年）- 竜ケ崎区裁判所守谷出張所設置。
- 1913年（大正2年）- 常総鉄道（関東鉄道常総線）開通。
- 1956年（昭和31年）

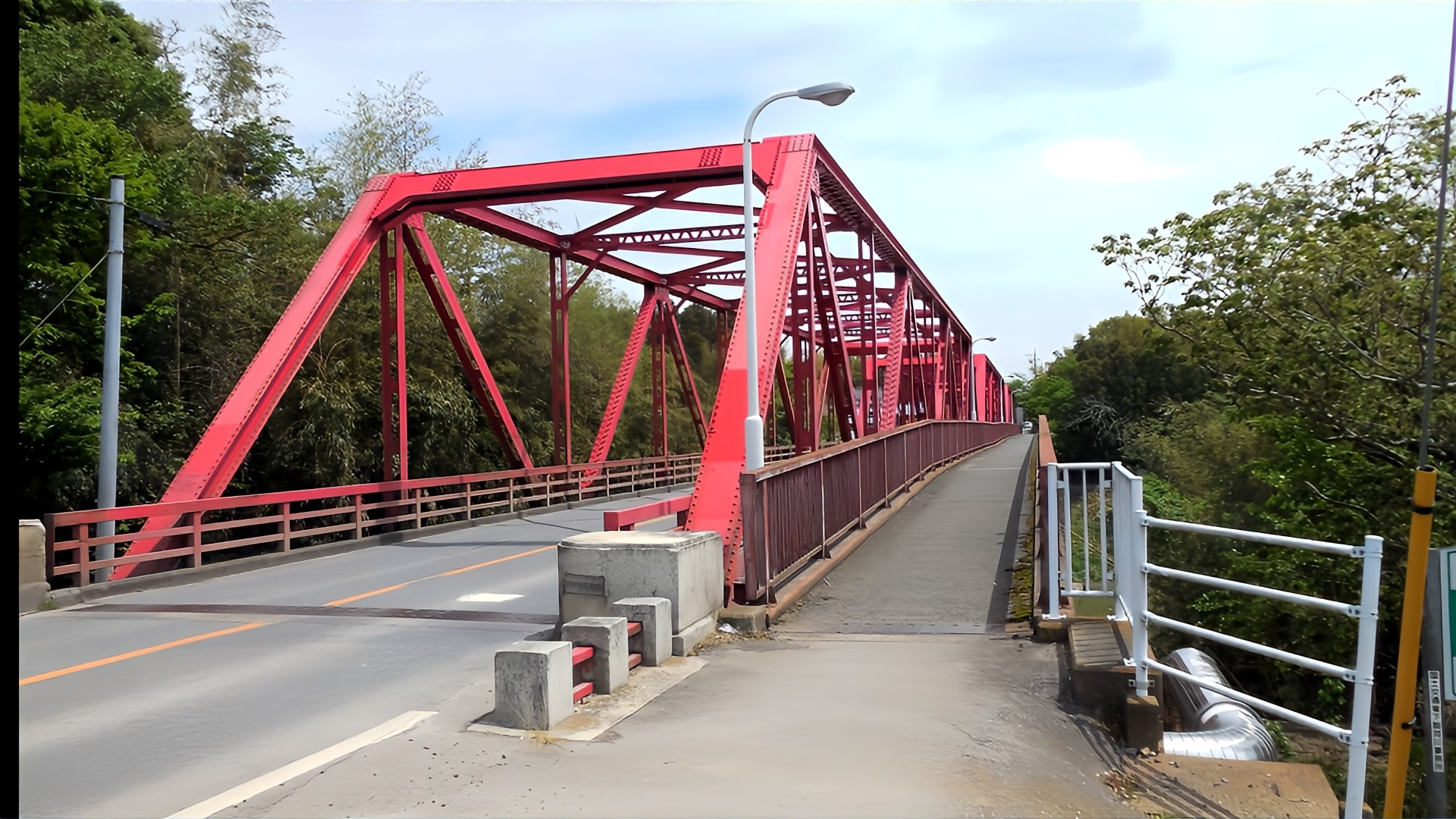
滝下橋と鬼怒川

- - 1月27日 - 板戸井の鬼怒川に滝下橋が開通。板戸井、大木の渡船場を廃止。
  - 6月 - 首都圏近郊整備地帯の指定を受ける。
- 1959年（昭和34年）3月 - 役場が大字守谷字仲町（現：本町字仲町）に移転。高野支所を高野出張所に改組。
- 1960年（昭和35年）
  - 3月 - 大柏、立沢、野木崎の台畑116haの農地集団化（交換分合）事業が完了。
  - 11月15日 - 南守谷駅開業。
- 1961年（昭和36年）
  - 1月 町内に株式会社呉砥石所（現：株式会社クレトイシ）の誘致が決定。
  - 4月 守谷町立守谷中学校と同大井沢中学校が統合される。
- 1962年（昭和37年）
  - 4月 守谷町内に株式会社呉砥石所東京製造所が開設され、操業を開始。
  - 6月 明星電気株式会社の誘致を決定。
  - 8月 利根川架橋促進協議会を設置。
  - 12月 町東南部の発展を図るため、守谷町が進めていた郷州（現:みずき野付近）の開発計画を一部買収が困難なことから断念し、立沢大久保団地の開発を行う[17]。株式会社前川製作所誘致決定。
- 1963年（昭和38年）
  - 3月 利根川架橋促進委員会により、県へ陳情を実施する。
  - 4月 北相馬郡取手町との境界変更により、面積が35.51km2から35.47km2になる。また、企業誘致促進奨励措置条例を廃止する。
  - 7月 町立土塔保育所が開所。
- 1964年（昭和39年）
  - 2月 第3回町議会議員選挙が行われる。
  - 4月 大字守谷字向原（現：百合ケ丘三丁目字向原、イオンタウン守谷の位置）に明星電気株式会社守谷工場が開設され操業開始。
  - 12月 第4回町長選挙が行われる。
- 1965年（昭和40年）
  - 3月 株式会社前川製作所立沢工場が開設。操業開始。
  - 12月 守谷字城内（現：本町字城内）に第一町営住宅が完成。
- 1966年（昭和41年）
  - 4月 公募により、町章を制定する。
  - 6月 首都圏近郊整備法に基づき、首都圏近郊整備地帯に指定される。
  - 7月 国土開発幹線自動車道建設法に基づき、新高速道路の予定路線（常磐自動車道）が定められる。
  - 12月 守谷字仲町（現：本町字仲町）に第二町営住宅が完成。
- 1968年（昭和43年）
  - 2月 第4回町議会議員選挙が行われる。また、それに伴い定数を22名に削減。
  - 3月 守谷沼圃場整備事業が完成。88.7haが整備される。
  - 4月 守谷字土塔に第三町営住宅が完成。また、農林省から葱の指定産地に指定される。
  - 12月 第5回町長選挙が行われる。
- 1969年（昭和44年）8月 - 守谷町都市開発対策協議会が発足。
- 1970年（昭和45年）
  - 5月 - 株式会社前川製作所守谷工場が操業開始。
  - 7月 - 守谷町都市計画区域の区分が決定。市街化区域と市街化調整区域が定められる。
- 1971年（昭和46年）
  - 1月 - 北守谷特定土地区画整理事業（常総ニュータウン北守谷）施工区域計画決定。
  - 4月 - 守谷町社会福祉協議会設立。
  - 5月 - 守谷字城山（現：本町字城山）に第四町営住宅が完成。
- 1972年（昭和47年）5月 - 守谷町文化財調査委員会が発足。
- 1973年（昭和48年）
  - 2月 - 取手市との境界変更により面積が35.47km2から35.46km2になる。また、南守谷特定土地区画整理事業（常総ニュータウン南守谷）施工区域計画・常総広域環境センター計画が決定。
  - 6月 - 都市計画用途地域が決定。面積717ha。
  - 12月 - 常総広域老人福祉センターが着工。
- 1974年（昭和49年）
  - 3月 - 高野地区圃場整備事業計画が決定。面積70ha。
  - 10月 - 常総広域環境センターが操業を開始。
  - 12月 - 町の木、町の花、町の鳥を選定。
- 1975年（昭和50年）3月 白寿荘開設。
- 1976年（昭和51年）5月 - 日本住宅公団（現：都市機構）による北守谷特定土地区画整理事業（常総ニュータウン北守谷）が認可。
- 1977年（昭和52年）10月 - 常総広域消防守谷出張所庁舎が竣工。
- 1978年（昭和53年）
  - 4月 - 公営事業守谷町上水道事業が発足。
  - 11月 - 公共下水道工事が開始。
  - 12月 日本住宅公団と県が常総線沿線地域宅地開発（計画）を締結。また、常総ニュータウン北守谷地区の使用収益が開始。
- 1979年（昭和54年）8月 - パークシティ守谷区域を市街化区域に編入。
- 1980年（昭和55年）
  - 4月 - 守谷町水道事務所・新大利根橋有料道路（現：新大利根橋）が完成。
  - 9月 - 守谷町観光協会発会式が行われる。
- 1981年（昭和56年）
  - 大字守谷、大字小山のうちパークシティ守谷部分から大字東守谷を新設。
  - 4月 - 守谷町公共下水道の一部供用が開始。下水道事務所が開館。常磐自動車道の町内部分全通。
- 1982年（昭和57年）
  - 東守谷がみずき野一丁目 - 八丁目に町名変更。
  - 3月 - 町が工業団地造成について住宅・都市整備公団（現：都市機構）へ依頼する。
  - 3月27日 - 新守谷駅開設。
  - 4月1日 - 常総ニュータウン北守谷地区、三井パークシティ守谷（みずき野地区）入居開始。御所ケ丘小学校が開校。
  - 5月 - 県南広域水道用水供給事業（県企業局利根川浄水場）から浄水受入を開始。
- 1983年（昭和58年）
  - 4月 - 都市計画道路北守谷板戸井線（現：新守谷駅前通り）、立沢公園テニスコート、みずき野中央公園、郷州文化財公園、どんぐり公園、かきのき公園及び都市計画道路郷州沼崎線の一部が供用開始。
  - 5月 - 関東鉄道常総線の守谷町内区間（南守谷駅 - 新守谷駅間）の複線化が完了。
  - 7月 - 北守谷地区で緑の街づくり協定が締結される。
  - 9月 - 守谷町議会議員定数条例の一部改正が可決。議員数が22人から20人に削減。
- 1984年（昭和59年）
  - 4月 - 学校給食センターが竣工。
  - 7月 - 守谷消防署が竣工。
  - 10月 - 県南広域工業用水道事業建設促進協議会が設立され、守谷町が加入。
- 1985年（昭和60年）
  - 4月 - 都市計画道路取手西口北守谷線（現：常総ふれあい道路）の天神（大柏字天神） - 本宿（守谷字本宿。市制施行後は高野字本宿）まで開通。
  - 4月1日 - 文化会館が開館する。
  - 5月24日 - 大字立沢より御所ケ丘、大字立沢・大字大山新田より久保ケ丘、大字立沢・大字大山新田・大字板戸井より松前台、大字板戸井・大字立沢より薬師台を新設。
  - 6月 - 南守谷土地区画整理事業（常総ニュータウン南守谷）の一部使用収益開始。字区域及び名称が決定し、新町名はけやき台・松ケ丘とすることが決定。
  - 8月 - みずき野パークスクエア - 北柏駅間の路線バスが運行開始される。
- 1986年（昭和61年）
  - 4月 - 都市計画道路取手西口北守谷線（現：常総ふれあい道路）の本宿 - 乙子まで開通。
  - 6月 - 守谷町水道事業竣工式が行われ、全町給水が完了。稲戸井調整池総合開発事業促進連絡協議会設立準備会開催。
- 1987年（昭和62年）
  - 4月 - 南守谷駅が現在地に移転。
  - 4月1日 -守谷初のショッピングセンター、 北守谷ショッピングセンター（サンテラス守谷）開業。
  - 10月 - 常総ニュータウン南守谷の宅地分譲が開始。
- 1988年（昭和63年）4月 - 取手西口北守谷線の愛称が「常総ふれあい道路」に決定。
- 1988年（昭和63年）
  - 5月31日 - 松ケ丘、けやき台を新設。
  - 9月 - 守谷久保ケ丘郵便局が開局。
- 1989年（平成元年）
  - 4月1日 - 松前台小学校開校。
  - 11月 - 面積を35.46 km2から35.63 km2に訂正。
- 1990年（平成2年）
  - 10月 - 役場庁舎（現：守谷市役所）を大柏に移転。また、跡地に仲町行政サービスセンター竣工。
  - 11月 - 西ドイツ（当時）マインブルク（Mainburg）市[18]　との姉妹都市提携調印。国際交流センター開設。
- 1991年（平成3年） - けやき台中学校開校。
- 1992年（平成4年）
  - 1月 - 工業団地の名称が「もりや工業団地」に決定。
  - 4月 - 守谷消防署南守谷出張所竣工。
  - 4月25日 - 郷州公民館開館。
  - 7月 - 保健センター開設。
  - 8月17日 - みずき野郵便局開局。
- 1993年（平成5年）
  - 4月1日 - 四季の里公園開園。
  - ジョイフル本田守谷店が開業。
  - 6月 - 心身障害者福祉センター「ひこうせん」開設。
  - 8月 - アメリカ合衆国グリーリー市との姉妹都市提携調印。
  - 10月 - 乙子高野土地区画整理事業（美園）起工。
  - 10月29日 - 緑を新設。
- 1994年（平成6年）
  - 4月1日 - 松ケ丘小学校開校。
  - 7月 - 統一指定ごみ袋による分別収集完全実施。
  - 11月 - 常総ふれあいスポーツセンター開館。
- 1995年（平成7年）
  - 4月1日 - 久保ケ丘交番開所。大井沢小学校開校。
  - 5月13日 - 守谷中央図書館開館。
  - 6月 - もりやまなびの里供用開始。
  - 9月 - 守谷駅周辺一体型土地区画整理事業（中央）起工。
  - 10月16日 - 守谷松ケ丘郵便局開局。
- 1996年（平成8年）9月5日 - 福祉循環バス「やまゆり号」運行開始。
- 1997年（平成9年）9月 - 北園保育所開設。
- 1998年（平成10年）- 守谷・小平姉妹都市計画が浮上[19][20]。
- 1999年（平成11年）
  - 2月 - 高速バス（南守谷駅 - 東京駅）開通。
  - 4月22日 - 北守谷公民館開館。
  - 9月25日 - 美園を新設。
- 2000年（平成12年）10月 - げんきサロン・みずき野開設。
- 2001年（平成13年）
  - 7月 - もりやファミリーサポートセンター開設。
  - 9月 - げんきサロン・北守谷開設。
  - 10月 - コミュニティバス「やまゆり号」運行開始。
- 2002年（平成14年）2月2日 - 市制施行して守谷市となる。本町、松並、百合ケ丘を新設。
- 2003年（平成15年）4月24日-西友楽市守谷が開業。
- 2004年（平成16年）12月25日 - ひがし野を新設。
- 2005年（平成17年）8月24日 - 首都圏新都市鉄道つくばエクスプレス開業。
  - 明星電気守谷工場が伊勢崎工場に統合。
- 2006年（平成18年）4月20日-アクロスモール守谷が開業。
- 2007年（平成19年）6月28日-明星電気跡地にロックシティ守谷ショッピングセンターが開業。

- 2008年（平成20年）
  - 4月20日 - 南守谷児童センター「ミナーデ」開設。
  - 4月26日 - 市民交流プラザ（北守谷児童センター「キターレ」）開設。
- 2009年（平成21年）
  - 8月1日-やまゆり号がモコバスに移行。
- 2010年（平成22年）
  - 2月27日 - 中央を新設。同時に大字守谷が消滅。
  - 4月4日 - つくば国際大学東風小学校開校。
- 2013年（平成25年）10月12日 - 松並より、ひがし野四丁目を新設。
- 2016年（平成28年）10月22日 - 松並より、松並青葉を新設。
- 2020年（令和2年）11月27日 - 日本セキュリティ振興協会と防犯カメラ無料設置・運用や災害時の飲料提供などで協力を受ける協定を締結[21]。

### 行政区域の変遷
- 1889年（明治22年）4月1日 - 町村制施行により北相馬郡守谷町・小山村・赤法花村の区域を以て守谷町が成立。
- 1955年（昭和30年）
  - 2月15日 - 北相馬郡高井村の一部（大字同地）を編入。
  - 3月1日 - 守谷町・高野村・大野村・大井沢村が新設合併し、改めて北相馬郡守谷町が発足。
- 1963年（昭和38年）4月 - 北相馬郡取手町との境界を変更。
- 1973年（昭和48年）2月 - 取手市との境界を変更。
- 2002年（平成14年）2月2日 - 市制施行し、守谷市となる。

## 人口
| |                                        |  |
| 守谷市と全国の年齢別人口分布（2005年） | 守谷市の年齢・男女別人口分布（2005年） |  |
| ■紫色 ― 守谷市 ■緑色 ― 日本全国 | ■青色 ― 男性 ■赤色 ― 女性              |  |
| 守谷市（に相当する地域）の人口の推移 \| 1970年（昭和45年） \| 12,300人 \| \| \| 1975年（昭和50年） \| 14,505人 \| \| \| 1980年（昭和55年） \| 17,585人 \| \| \| 1985年（昭和60年） \| 23,856人 \| \| \| 1990年（平成2年） \| 36,427人 \| \| \| 1995年（平成7年） \| 45,821人 \| \| \| 2000年（平成12年） \| 50,362人 \| \| \| 2005年（平成17年） \| 53,700人 \| \| \| 2010年（平成22年） \| 62,482人 \| \| \| 2015年（平成27年） \| 64,753人 \| \| \| 2020年（令和2年） \| 68,421人 \| \| |                                        |  |
| 総務省統計局 国勢調査より |                                        |  |
| 1970年（昭和45年） | 12,300人                               |  |
| 1975年（昭和50年） | 14,505人                               |  |
| 1980年（昭和55年） | 17,585人                               |  |
| 1985年（昭和60年） | 23,856人                               |  |
| 1990年（平成2年） | 36,427人                               |  |
| 1995年（平成7年） | 45,821人                               |  |
| 2000年（平成12年） | 50,362人                               |  |
| 2005年（平成17年） | 53,700人                               |  |
| 2010年（平成22年） | 62,482人                               |  |
| 2015年（平成27年） | 64,753人                               |  |
| 2020年（令和2年） | 68,421人                               |  |

2020年現在 68,421

### 国の機関
- 国土交通省利根川上流河川事務所守谷出張所 - 大柏355番地の7

## 市政

### 市長

#### 歴代首長
以下は、1955年（昭和30年）に成立した守谷町（現在の守谷市の前身）の町長、および市長である。
守谷町長
| 代 | 氏名       | 就任年 | 退任年 | 備考                                           |
| -- | ---------- | ------ | ------ | ---------------------------------------------- |
| 初 | 吉田亀次郎 | 1955年 | 1968年 | 4期連続                                        |
| 2  | 会田源一郎 | 1968年 | 1978年 | 3期連続                                        |
| 3  | 大和田仁   | 1978年 | 1992年 | 4期連続                                        |
| 4  | 会田真一   | 1992年 | 2002年 | 任期途中で市制施行、会田源一郎元守谷町長の息子 |

守谷市長
| 代 | 氏名     | 就任年 | 退任年 | 備考                  |
| -- | -------- | ------ | ------ | --------------------- |
| 1  | 会田真一 | 2002年 | 2016年 | 守谷町長を含め6期連続 |
| 2  | 松丸修久 | 2016年 | (現職) |                       |

#### 市長選
| 当落 | 得票数 | 候補者       | 党派   | 市長歴 |
| ---- | ------ | ------------ | ------ | ------ |
| 当   | 14,194 | 会田真一     | 無所属 | 現     |
|      | 12,197 | かじおか博樹 | 無所属 | 新     |

| 当落 | 得票数 | 候補者     | 党派   | 市長歴 |
| ---- | ------ | ---------- | ------ | ------ |
| 当   | 11,517 | 会田真一   | 無所属 | 現     |
|      | 9,961  | 小川一成   | 無所属 | 新     |
|      | 5,486  | 土田あつし | 無所属 | 新     |

### 市組織
- 総務部 - 総務課、秘書課、企画課、財政課、税務課、出納推進課
- 生活経済部 - 市民協働推進課、総合窓口課、経済課、生活環境課
- 保健福祉部 - 福祉事務所（社会福祉課、児童福祉課、介護福祉課）、保健センター、国保年金課
- 都市整備部 - 都市計画課、建設課
- 会計課
- 教育委員会事務局 - 学校教育課、生涯学習課、指導室、学校給食センター、中央図書館
- 議会事務局
- 農業委員会事務局
- 上下水道課
- 土地開発公社

### 財政
- 地方交付税は、近年の三位一体の改革の影響を受けて、2005年度（平成17年度）より普通交付税の不交付団体となっている。
- 市民の課税対象所得は全国18位（県内1位）である。
- 関西社会経済研究所発表の財政健全性では全国3位（県内1位）である。
- 2008年度（平成20年度）の一般会計の予算額は162億6,515万1,000円である。（繰越明許分等含む）また、歳入の約65%が市税で、そのうち約半分が個人市民税による。支出は民生費、教育費、公債費の順に多い。
- 2008年度（平成20年度）の特別会計予算額の合計は77億2,079万5,000円である。
- 2008年度（平成20年度）の市の特別会計予算の長期借入金の現在高（元金）は、前期（平成19年度末）に対し、一般会計は3億687万5,000円の減（-1.5%）、特別会計は5,109万8,000円の減（-1.8%）となっている。
- ニュータウン開発による学校や都市施設への先行投資とつくばエクスプレス関連開発のために、財源の多くを地方債に頼っている。2006年度（平成18年度）末時点の地方債現在高比率は199.5%である。
- 平成20年4月に一部施行された「地方公共団体の財政の健全化に関する法律」の指標によると、平成19年度の守谷市は「実質赤字比率」「連結実質赤字比率」「実質公債費比率」「将来負担比率」の全項目において財政再生基準、早期健全化基準を大幅に下回っており、財政状況及び公営企業の経営状況は健全な状態にある[22]。

### 市役所
守谷市には、市役所及び、一部業務を行う行政サービスセンターがある。詳しくは各項目を参照。
- 守谷市役所 - 大柏950番地1
  - 仲町行政サービスセンター - 本町631番地の1

### 上下水道
守谷市では上水道普及率が99.44%、下水道普及率が99.19%である（2021年度）
- 守谷市上下水道事務所 - 百合ケ丘二丁目2734番地の1
  - 浄化センター - 野木崎235番地

### 管轄広域事務組合
- 常総地方広域市町村圏事務組合
常総市（旧水海道市地区のみ）、つくばみらい市、取手市、守谷市のごみ処理などを行っている。市内に組合運営の常総環境センター（ごみ処理施設）、組合事務所、常総運動公園が設置されている。
- 常総衛生組合
常総市、つくばみらい市、坂東市、守谷市のし尿処理などを行っている。
- 取手市外二市火葬場組合
つくばみらい市、取手市、守谷市で斎場の運営を行っている。
- 茨城県市町村総合事務組合
県内市町村の職員退職手当の管理や県民交通災害共済事業等の事務を行っている。
- 茨城租税債権管理機構
県内市町村の一部の市税徴収代行事務を行っている。

### 第三セクター等
- 守谷市土地開発公社

### 行政改革
守谷市では、人事費の抑制の為に人事評価制導入による職員定数削減を行っている。その結果、2000年（平成12年）には約410名ほどであった市職員数が2008年（平成20年）現在では約355名となっている。

### 市民参加
守谷市では各種審議会の一部委員の公募制度、市民アイデアモニター制度、街区公園美化の里親制度など行政と市民の協働活動が積極的に進められている。また、市民による街の環境美化意識が強く、松ケ丘西地区の環境美化、シンボルロードでの緑化推進による地区のまちづくりを企図する市民有志が中心となり結成された「松ケ丘花の輪ボランティアグループ」が第19回みどりの愛護功労者国土交通大臣賞を受賞している。

### 市町村合併
一時は隣接する谷和原村、伊奈町、水海道市との合併も取りざたされたが、市民を対象にしたアンケートで現段階での合併反対が多数を占めていたこと、守谷市単独でも十分な発展が見込めるとの判断から、平成の大合併の際には、積極的な合併協議は行われなかった。
会田市長の考えでは、県南地域（県南総合事務所の管轄地域）の全市町村による政令指定都市「大つくば市構想」を打ち上げている。多くの事務権限が移譲されることで各地域の実情に応じた施設配置が可能となるメリットを挙げ、様々な財政制度の特例が設けられ財政力の強化につながると説明。道州制が議論される中で単位自治体の規模が必要だとし、実現に向け県の積極的な関与を求めている。一方、つくばエクスプレス沿線のブランド化、連携に着眼点を置くつくば市は、つくばエクスプレス沿線の3市（つくば市、つくばみらい市、守谷市）での合併に関心を示している。

## 議会

### 市議会
- 定数：20人
- 議長：梅木伸治
- 副議長：高橋典久
- 議席（会派）：守谷市政クラブ(5)、民主新政会(2)、民主維新会(2)、協働のまちづくり(2)、公明党(2)、日本共産党(2)、守谷クラブ(1)、未来21(1)、無所属市民の会(1)

### 県議会

#### 県議会議員（守谷市選挙区）選挙（2018年12月）
立候補者1名（小川一成）のみであったため無投票となった。

#### 県議会議員（守谷市選挙区）選挙（2014年12月）
- 総投票数28,544票、有効投票数27,402票、無効投票数1,142票。

| 当落 | 得票数 | 候補者       | 党派       | 議員歴 |
| ---- | ------ | ------------ | ---------- | ------ |
| 当   | 17,974 | 小川一成     | 自由民主党 | 現     |
|      | 9,428  | 浅利かずひろ | 維新の党   | 新     |

#### 県議会議員（守谷市選挙区）選挙（2010年12月）
- 総投票数19,521票、有効投票数19,110票、無効投票数411票。

| 当落 | 得票数 | 候補者       | 党派       | 議員歴 |
| ---- | ------ | ------------ | ---------- | ------ |
| 当   | 10,798 | かじおか博樹 | みんなの党 | 現     |
|      | 5,082  | 川又あきひろ | 無所属     | 新     |
|      | 3,230  | 石塚さとし   | 民主党     | 新     |

### 衆議院
- 選挙区：茨城3区（龍ケ崎市、取手市、牛久市、守谷市、稲敷市、稲敷郡、北相馬郡）
- 任期：2021年10月31日 - 2025年10月30日
- 当日有権者数：389,521人
- 投票率：53.52％

| 当落 | 候補者名 | 年齢 | 所属党派     | 新旧別 | 得票数    | 重複 |
| ---- | -------- | ---- | ------------ | ------ | --------- | ---- |
| 当   | 葉梨康弘 | 62   | 自由民主党   | 前     | 109,448票 | ○    |
|      | 梶岡博樹 | 44   | 立憲民主党   | 新     | 63,674票  | ○    |
|      | 岸野智康 | 27   | 日本維新の会 | 新     | 31,100票  | ○    |

## 公共機関

### 消防
- 常総広域消防（上記の広域事務組合に属する広域消防で、常総市[旧水海道市地区]・つくばみらい市・守谷市が管轄地域である。）
  - 守谷消防署 - 御所ケ丘四丁目1番地2
    - 南守谷出張所 - みずき野一丁目16番地1

1955年（昭和30年）の町村合併時は、それまで旧町村ごとであった消防団を統合した守谷町消防団が守谷町（現:守谷市）内を管轄しており、旧守谷町を守谷町消防団東支団、旧大井沢村を北支団、旧大野村を西支団、旧高野村を南支団が管轄していた。

### 警察
- 取手警察署（隣の取手市にある警察署。管轄は取手市、利根町、守谷市。）
  - 守谷地区交番 - 中央一丁目19番地8（守谷駅中央西口の国道294号線沿い）
  - 久保ケ丘交番 - 久保ケ丘一丁目19番地5（常総ニュータウン北守谷・新守谷駅前通りの久保ケ丘の文化会館隣）
  - 南守谷交番 - けやき台二丁目19番地（常総ふれあい道路、けやき台公園入口交差点前）

## 文化施設

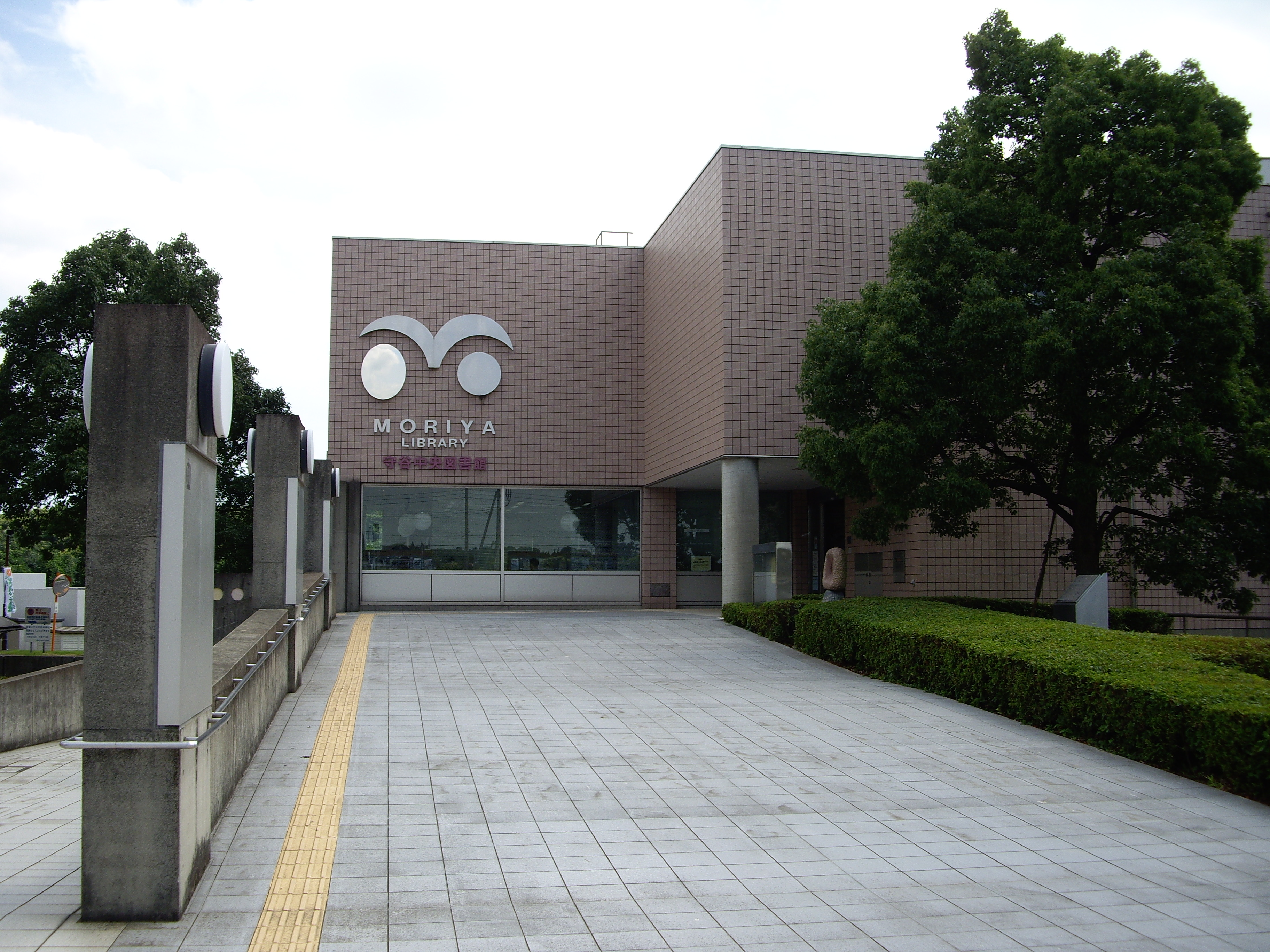
守谷中央図書館

### 文化会館
- 守谷市文化会館 - 久保ケ丘一丁目19番地2

### 公民館
- 中央公民館 - 百合ケ丘二丁目2540番地の1
- 郷州公民館 - みずき野五丁目3番地3
- 高野公民館 - 高野935番地
- 北守谷公民館 - 板戸井1977番地の2

### 図書館
守谷市では、守谷中央図書館と4つの公民館図書室を設置している。
- 守谷中央図書館 - 大柏937番地2
  - 守谷中央図書館中央公民館図書室（中央公民館内）
  - 守谷中央図書館郷州公民館図書室（郷州公民館内）
  - 守谷中央図書館高野公民館図書室（高野公民館内）
  - 守谷中央図書館北守谷公民館図書室（北守谷公民館内）

### その他文化施設
守谷市では、もりや学びの里を拠点とし、世界各国の現代芸術分野の若手アーティストを招き、滞在期間中の創作活動を支援する芸術文化を通じた地域振興のためのアートプロジェクト「アーカスプロジェクト」が行われている。
- 国際交流研修センター - 緑二丁目1番地1
- もりや学びの里 - 板戸井2418番地
- 守谷児童館 - 久保ケ丘四丁目28番地24
- 守谷市市民交流プラザ - 御所ケ丘五丁目25番地1
  - 北守谷児童センター
- 南守谷児童センター - けやき台四丁目5番地1

## 体育施設
市内の野球場、テニスコート、体育館などの市立施設や一般開放されている市内全ての市立小・中学校の学校体育施設を有料で使用することができる。
- 大利根運動公園野球場
- 大利根運動公園自由広場
- 北守谷野球場
- 南守谷野球場
- みずき野野球場
- 板戸井公園野球場
- 立沢公園テニスコート
- 松ケ丘公園テニスコート
- もりや学びの里体育館

なお2026年を目処に、ヤクルト戸田球場（埼玉県戸田市）に代わる東京ヤクルトスワローズの二軍施設（本拠地球場・サブグラウンド・練習場・選手寮など）を誘致する計画がある。市とヤクルト球団は、2022年4月に本拠地移転に向けた協議を開始したことを明らかにしている。

## 経済

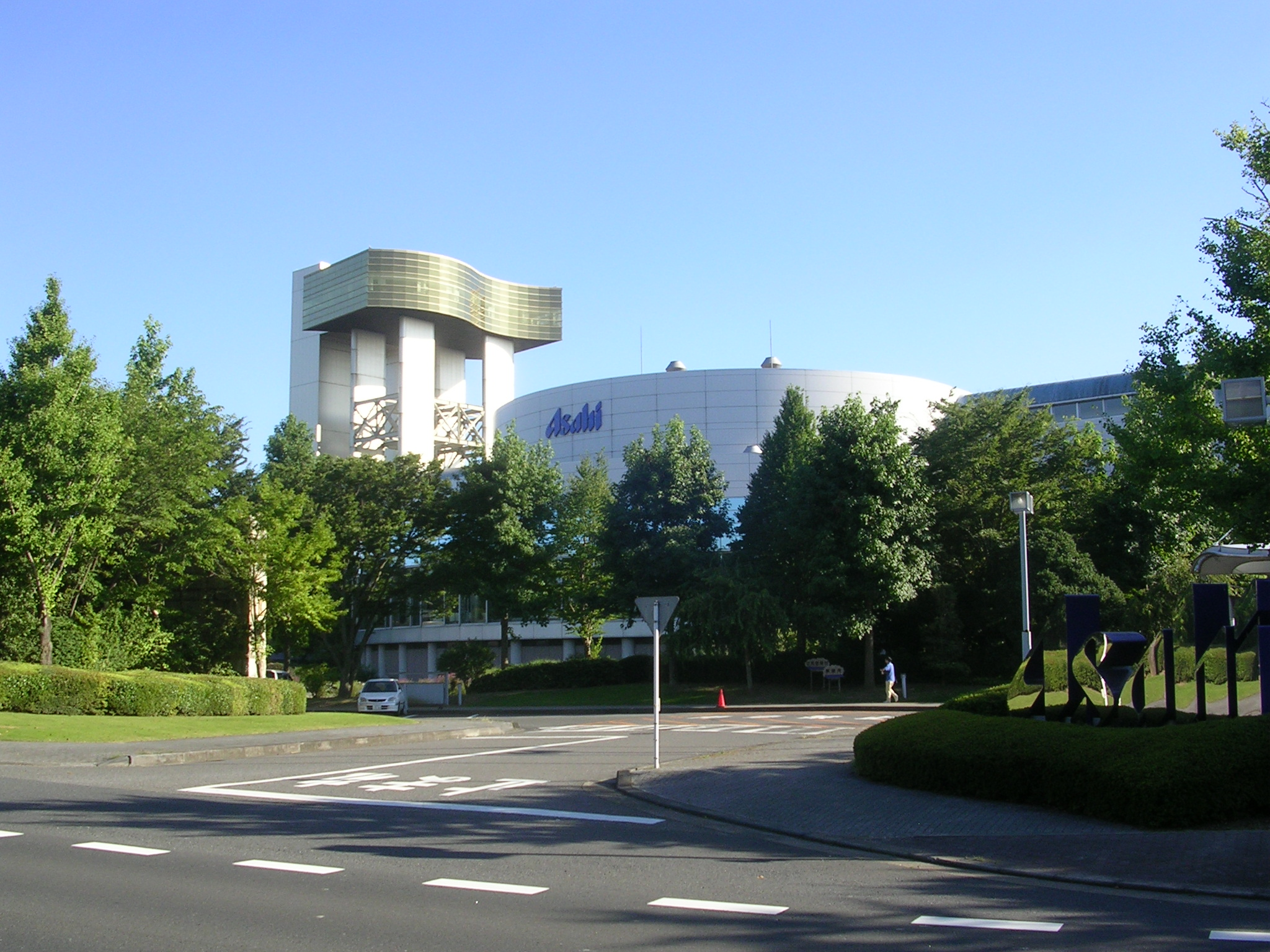
もりや工業団地・アサヒビール（緑一丁目）

### 産業人口
守谷市は県内で最も生産年齢人口比率が高い。ベッドタウンとして開発されたことから、東京都心を中心とする県外への通勤比率が高いが、ベッドタウンとしての入居が始まる約20年前の1965年（昭和40年）の時点で就業者の70%が県外（57%が東京都内）を通勤地としており、ベッドタウンとして開発される以前より東京都を中心とした県外への就業が多く見られる。
1. サービス業
2. 製造業
3. 卸売・小売業
4. 建設業
5. 運輸・通信業
6. 金融・保険・不動産業
7. 公務
8. 農業

### 産業
古来より災害の少ない豊穣な土地であったことから「作れば何でも採れる土地」と言われ、江戸時代から昭和・平成初期に至るまで稲作及び畑作の農業が盛んであった。宅地開発が進むとともに農業が衰退し、現在は幹線道路沿線でのサービス業（飲食店など）や卸売・小売業が増加し、工業団地の整備による企業誘致などによって製造業も多く見られる。またかつては利根川を挟んだ対岸にある野田市同様、醤油の生産も盛んだったが、昭和50年頃までには消滅している。同じく以前は酒造も営まれていたが、醤油とほぼ同時期に消滅している。

### 商業
常総ふれあい道路沿いを中心に小売業・サービス業（飲食店）が盛んである。松ケ丘にある複合型商業施設のアクロスモール守谷やジョイフル本田守谷店、けやき台にある西友楽市守谷店（2003年4月24日開店）、百合ケ丘にあるイオンタウン守谷、久保ケ丘にある守谷テラス（旧アピタ守谷店）など大規模な店舗が点在する。

### 農業
主に台地で畑作、低地で稲作を中心に農業が行われ、江戸時代の古城沼（守谷沼）付近は、北総における蓮根の主産地でもあった。現在では市街地の拡大によって農地が減り、農業従事者人口の減少もあり、産出額も減少傾向にある。特に米の産出額が減少している。しかし近年、野菜や果実（ビニールハウス栽培）の産出額が増加している。

### 漁業
現在では行われていないが、利根川、鬼怒川、小貝川に挟まれていることから、かつては川での漁業も行われていた。特に江戸時代の小貝川は鮭、鯉、鮒など様々な魚が採ることができた。また、魚が豊富といえる地域に生息する獺が守谷沼に生息し、現在の守谷沼近くにある小高い丘（当時は島）が「獺弁天」と呼ばれる元にもなっている。

### 企業
高速道路のICが近いことから、「もりや工業団地」（緑一・二丁目）が設けられている。また、市街地の拡大によって古い工業地域では工場の市外への移転が進み、明星電気守谷工場跡地はロックシティ守谷（現：イオンタウン守谷）、クレトイシ守谷工場（開設時は「東京工場」）跡地は新町名を松並青葉とする住宅地となった。
- アサヒビール茨城工場 - 緑一丁目1番地1
- 前川製作所守谷工場 - 立沢2000番地
- 鈴裕化学 - 百合ケ丘一丁目2420番地
- 高橋合金 - 百合ケ丘一丁目2418番地の12
- 明治守谷工場（みるく館） - 野木崎3456番地
- 石田電子 - 本町4261番地の1
- コダック守谷物流センター - 緑二丁目27番地1

### 商業施設

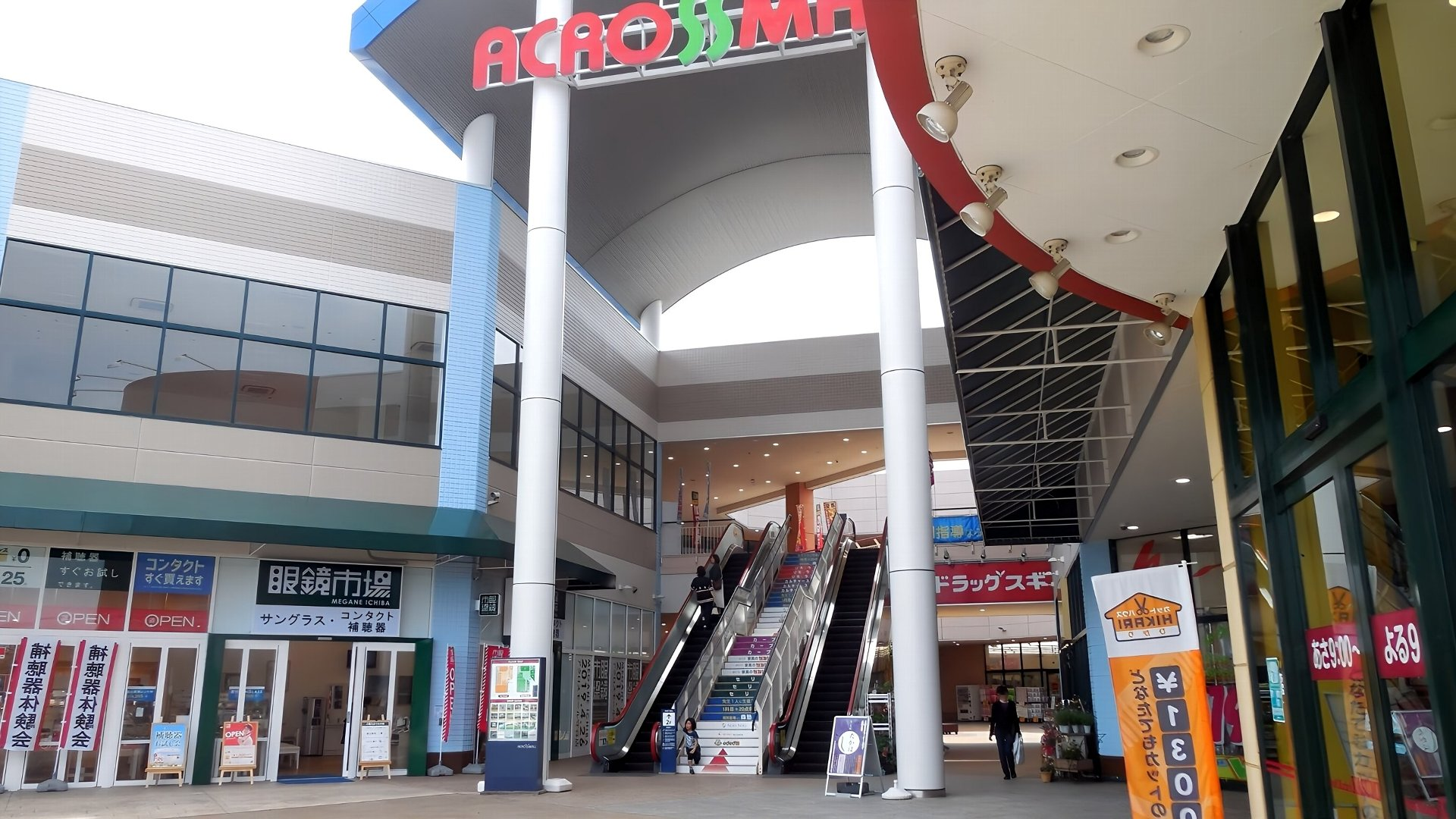
アクロスモール守谷

- アクロスモール守谷 - 松ケ丘六丁目1番地1
- イオンタウン守谷 - 百合ケ丘三丁目294番地の1
- 西友楽市守谷店 - けやき台四丁目1番地5
- アクロスプラザ守谷（仮称） - 中央一丁目23番地3
- ジョイフル本田守谷店 - 松ケ丘三丁目8番地
- Ours MORIYA - 中央二丁目16番地1
- Moriya terrace - 久保ケ丘二丁目1番地1
- ヨークタウン守谷 - 松並青葉一丁目11番地2
- KASUMI
  - FOOD OFFストッカー守谷店 - 本町631番地
  - フードスクエアイオンタウン守谷店 - 百合ケ丘三丁目294番地の1
  - 松ケ丘店 - 松ケ丘六丁目6番地1
  - フードスクエア守谷テラス店 - 久保ヶ丘二丁目1番1
- フレッズ生鮮館守谷店 - 松前台一丁目2番地1
- 業務スーパー守谷店 - 美園四丁目1番4
- ドン・キホーテ守谷店 - 松ケ丘六丁目6番地4
- WonderGOO守谷店 - 松ケ丘六丁目6番地4
- ブランチ守谷-茨城県守谷市中央二丁目53番地

### 郵便局
- 守谷郵便局 - 本町701番地の2
- 守谷久保ケ丘郵便局 - 久保ケ丘一丁目19番地
- 野木崎郵便局 - 野木崎383番地
- 守谷松ケ丘郵便局 - 松ケ丘一丁目12番地3
- 守谷みずき野郵便局 - みずき野七丁目2番地8

### 銀行
- みずほ銀行
  - 守谷支店 - 取手市新町一丁目8番50号 (2021年10月18日より、取手支店内に移転)
- 三井住友銀行
  - 守谷支店 - 柏市柏一丁目2番38号（2023年11月20日より、柏支店内に移転）
  - イオンタウン守谷店（出張所）- 守谷市百合ケ丘三丁目249番地1 (イオンタウン守谷 2階)
- 千葉銀行
  - 守谷支店 - 中央一丁目23番地9
- 筑波銀行
  - 守谷支店 - 中央四丁目21番地3
  - 守谷南支店 - 中央四丁目21番地3（守谷支店内）
  - 守谷けやき台支店 - けやき台一丁目25番地1
- 常陽銀行
  - 守谷支店 - 中央一丁目22番地10
  - 谷和原支店 - 中央一丁目22番地10（守谷支店内）
  - 北守谷出張所 - 久保ケ丘二丁目1番地1
  - 南守谷クイックステーション - けやき台一丁目31番地1

また、店舗ではないが、きらぼし銀行守谷システム研究所が御所ケ丘四丁目にある。

## 教育
守谷市では1980年代以降、計画的に学校予定地を確保しており、地域内の人口増加に応じて幼稚園、小学校、中学校等の新設が行われている。また、学区制度が敷かれているが、学区内の人口のバランス、通学事情を考慮し、一部地域では学区を選択制にするなどの見直しが行われている。なお、小・中・高等学校の耐震化率は100%である。

### 保育園
| 保育園名                 | 設立区分 | 郵便番号 | 住所                      |
| ------------------------ | -------- | -------- | ------------------------- |
| 土塔中央保育所           | 市立     | 302-0110 | 百合ケ丘二丁目2539番地の1 |
| 北園保育所               | 市立     | 302-0108 | 松並1557番地の1           |
| つくば国際百合ケ丘保育園 | 私立     | 302-0110 | 百合ケ丘一丁目2455番地    |
| つくば国際松並保育園     | 私立     | 302-0108 | 松並1724番地の1           |
| まつやま保育園           | 私立     | 302-0109 | 本町4210番地              |
| 守谷保育園               | 私立     | 302-0102 | 松前台二丁目15番地        |
| もりり保育園             | 私立     | 302-0118 | 立沢1921番地の16          |
| わかばのもり保育園       | 私立     | 302-0116 | 大柏835番地の1            |

### 幼稚園
| 幼稚園名       | 設立区分 | 郵便番号 | 住所                 |
| -------------- | -------- | -------- | -------------------- |
| ひかり幼稚園   | 私立     | 302-0109 | 本町6017番地の4      |
| ひばり幼稚園   | 私立     | 302-0118 | 立沢142番地の4       |
| 二三ヶ丘幼稚園 | 私立     | 302-0118 | 立沢1596番地         |
| みずき野幼稚園 | 私立     | 302-0121 | みずき野五丁目2番地1 |
| 守谷幼稚園     | 私立     | 302-0102 | 松前台二丁目15番地   |
| わかば幼稚園   | 私立     | 302-0106 | 大柏763番地          |

### 小学校
| 小学校名                 | 設立区分 | 郵便番号 | 住所                       | 開校年 |
| ------------------------ | -------- | -------- | -------------------------- | ------ |
| 大井沢小学校             | 市立     | 302-0127 | 薬師台四丁目12番地         | 1995年 |
| 大野小学校               | 市立     | 302-0117 | 野木崎492番地              | 1873年 |
| 黒内小学校               | 市立     | 302-0110 | 百合ケ丘二丁目2349番地     | 1979年 |
| 御所ケ丘小学校           | 市立     | 302-0119 | 御所ケ丘五丁目15番地       | 1982年 |
| 郷州小学校               | 市立     | 302-0121 | みずき野五丁目4番地1       | 1983年 |
| 高野小学校               | 市立     | 302-0105 | 高野1342番地               | 1874年 |
| 松ケ丘小学校             | 市立     | 302-0127 | 松ケ丘四丁目12番地         | 1994年 |
| 松前台小学校             | 市立     | 302-0102 | 松前台二丁目16番地         | 1988年 |
| 守谷小学校               | 市立     | 302-0109 | 本町858番地                | 1873年 |
| つくば国際大学東風小学校 | 私立     | 302-0110 | 百合ケ丘一丁目4808番地の15 | 2010年 |

### 中学校
| 中学校名       | 設立区分 | 郵便番号 | 住所                   | 開校年 |
| -------------- | -------- | -------- | ---------------------- | ------ |
| 愛宕中学校     | 市立     | 302-0109 | 本町4325番地の2        | 1983年 |
| けやき台中学校 | 市立     | 302-0128 | けやき台五丁目21番地1  | 1991年 |
| 御所ケ丘中学校 | 市立     | 302-0119 | 御所ケ丘四丁目16番地   | 1985年 |
| 守谷中学校     | 市立     | 302-0110 | 百合ケ丘二丁目2675番地 | 1947年 |

### 高等学校
| 高等学校名                                 | 設立区分 | 郵便番号 | 住所                             | 開校年 |
| ------------------------------------------ | -------- | -------- | -------------------------------- | ------ |
| 守谷高等学校                               | 県立     | 302-0107 | 大木70番地                       | 1983年 |
| つくば開成高等学校（守谷学習センター）     | 私立     | 302-0115 | 中央一丁目20番地4                | 2007年 |
| 鹿島学園高等学校（守谷個別指導キャンパス） | 私立     | 302-0115 | 中央二丁目16番地21 東横第7ビル4F |        |
| 志徳館学園守谷本校                         | 私立     | 302-0115 | 中央四丁目13番地17 NCビル201     | 2014年 |

## 健康・福祉・保険
守谷市は老齢人口の割合が23.67%と815市区中745位程度に少ない側である。また、県内で最も平均寿命が高い。

### 病院
- 総合守谷第一病院 - 松前台一丁目17番地（救急告示病院）
- 守谷慶友病院 - 立沢980番地の1（救急告示病院）
- 茨城会田リハビリテーション病院 - 同地360番地
- ひがしクリニック慶友 - 松並1630番地の1

### 健康・福祉関連施設
- 保健センター - 本町631番地の1
- こども療育教室 - 板戸井1977番地の2
- シルバー人材センター - 本町622番地の2
- 守谷市社会福祉協議会 - 大柏954番地の3
- 老人福祉センター白寿荘 - 大木1477番地

## 交通

### 鉄道

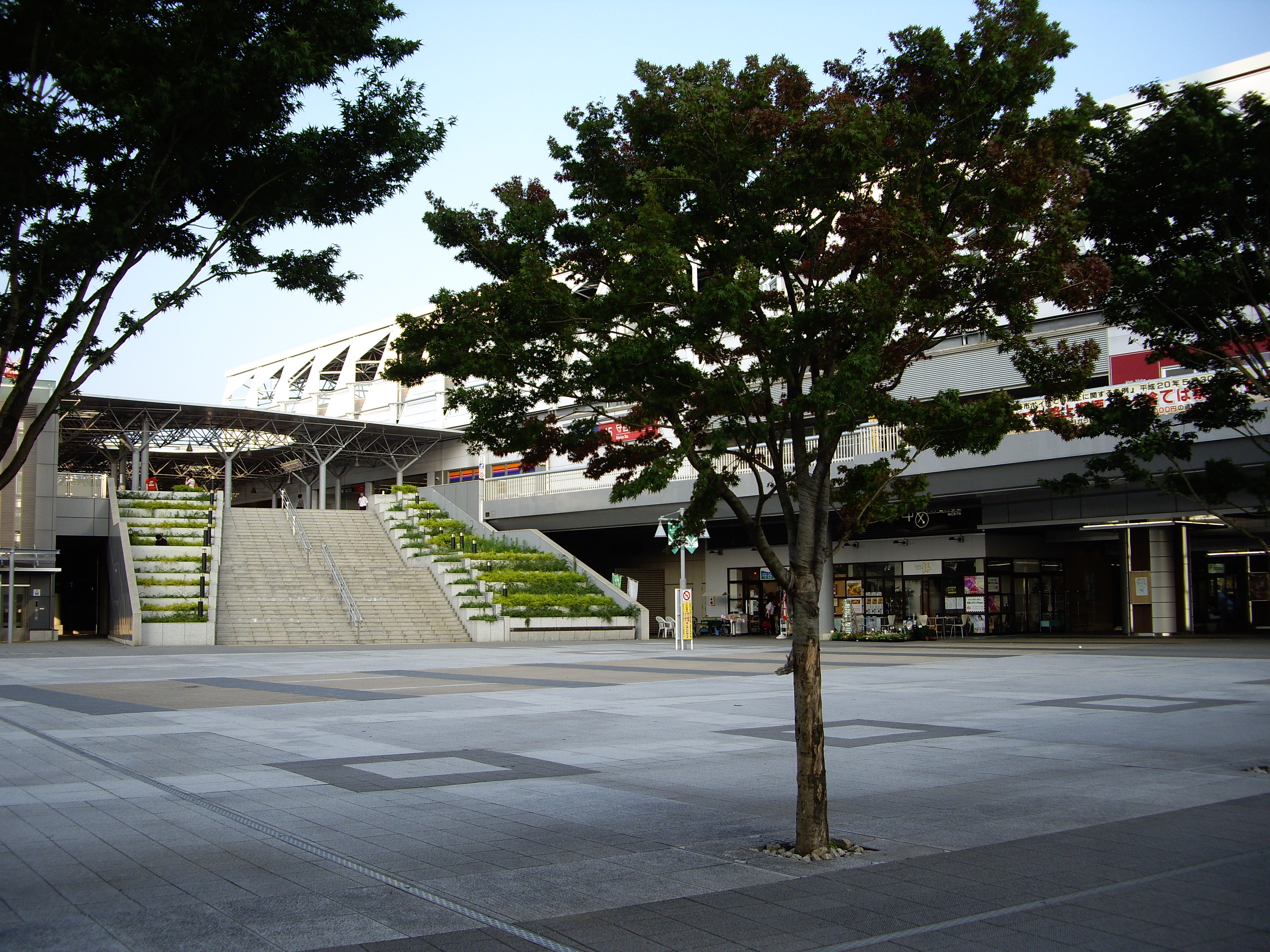
守谷駅

- 中心となる駅：守谷駅

関東鉄道
- 常総線
  - 南守谷駅 - 守谷駅 - 新守谷駅

首都圏新都市鉄道
- つくばエクスプレス
  - 守谷駅

また、守谷駅の乗車人員は県内一位である。

### バス
守谷市には一般の路線バスと市のコミュニティバスがある。一般路線バス、コミュニティバス共に守谷駅を中心に市内を四方に運行している。路線バスを守谷市内でのみ利用する場合、どの路線もバス運賃は160 - 200円で、市内上限200円となっている。
市内各駅発のルートは新守谷駅・守谷駅・南守谷駅、市内各地のルートは各町名記事を参照。
- 関東鉄道
  - 守谷営業所
  - つくば中央営業所
- モコバス - 市が運営し、関東鉄道に委託して運行するコミュニティバス。

守谷市では路線バスが住宅密集地を中心に通っていたことから空白地帯が存在したこと、旧コミュニティバス「やまゆり号」は空白地帯を解消するように通っていたが本数が少なかったことなどの問題点を指摘された。このため北守谷地区から守谷駅西口までの急行バス（路線バス）、新コミュニティバスへの切り替え及び増便、運賃変更（路線バスとの均衡）を2009年（平成21年）8月1日より2012年（平成24年）3月31日まで実証実験として行った。2011年（平成23年）より、守谷駅を中心に環状に走る地域間交流バス（路線バス）の設定も検討された。また、モコバスの名称は180の応募案の中から選ばれた。

### 道路
かつては、守谷の旧市街地を南北に貫く銚子街道（守谷街道とも）が最も主要な通りであった。「守谷街道」と称した通りは多く、守谷（守谷市本町）より、並木道が整備されていた立沢、大山（守谷市大山新田・松前台近辺）を経て鬼怒川を渡り下香（常総市菅生町）に至った道、銚子街道沿いの新宿（つくばみらい市小絹）より鬼怒川（玉台渡）を経て坂東市方面へ至った道もかつては「守谷街道」と称した。その他に、現在でも流山市より柏市西部・北部を経て市内乙子に至る通りを「守谷街道」と称する。現在の主な道路は国道294号と、これに並行して走る常総ふれあい道路であり、市内や近隣への移動には自家用車の利用が多く見られる。千葉・東京都心方面へは新大利根橋及び、常磐自動車道（谷和原IC）等を利用する。また、守谷市の大部分で開通している都市軸道路が、北はつくばみらい市を経てつくば市へ、南は千葉県柏市・流山市を経て埼玉県三郷市まで繋がる予定である。
市内の主要道路は計画的に街路樹が植えられ、ゆったりとした歩道、広幅の側帯のある高規格な造りのものが多い。景観を重視した横断橋の排除、円滑な交通処理を目指し、幹線道路の歩道切り込みを極力少なくするなどの工夫も行っている。遊歩道が市内に多いのも特徴である。

#### 高速道路
- 常磐自動車道
  - 守谷SA
  - 谷和原IC（住所はつくばみらい市筒戸だが、守谷市に隣接している）

#### 一般国道

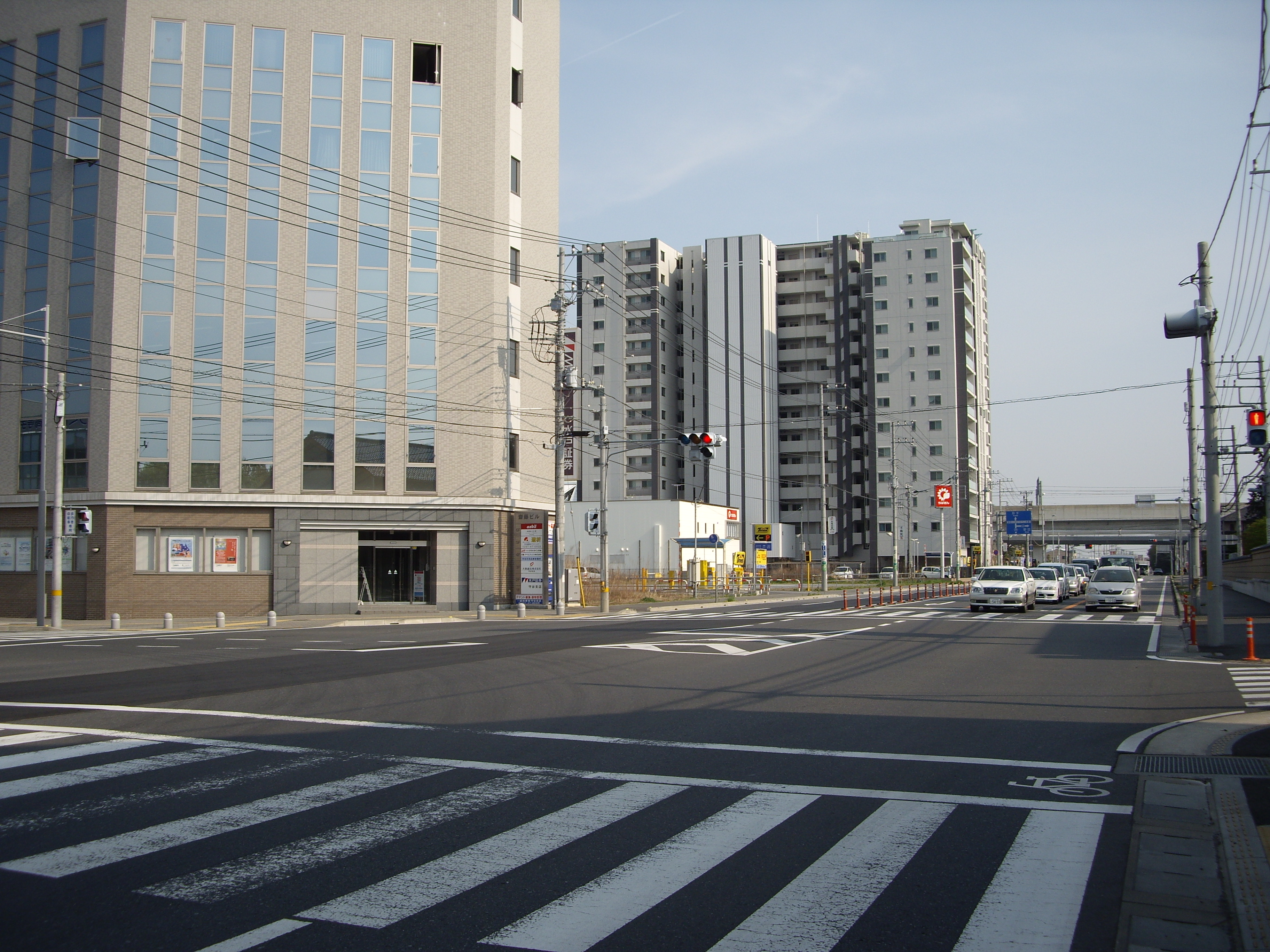
国道294号

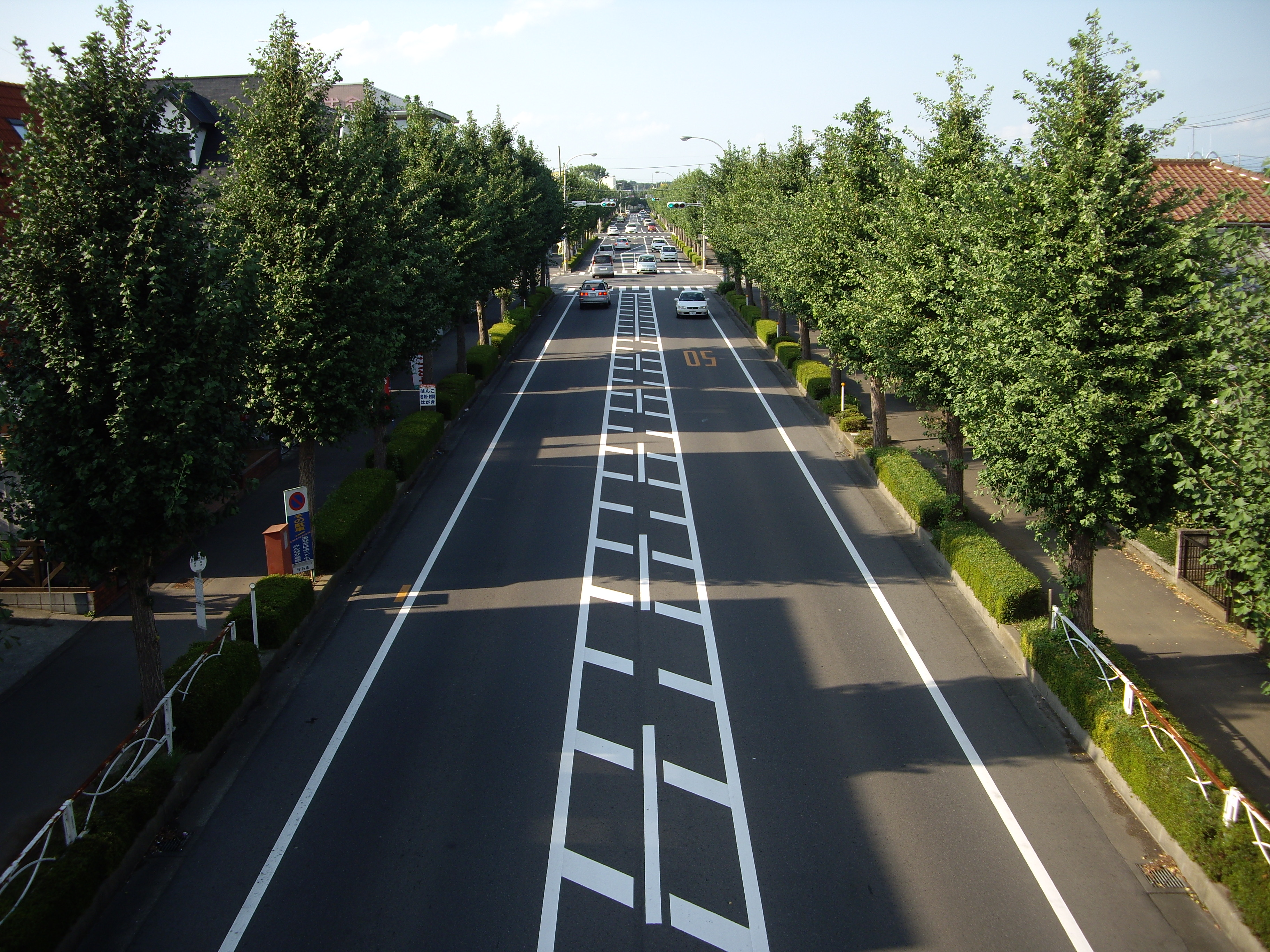
常総ふれあい道路

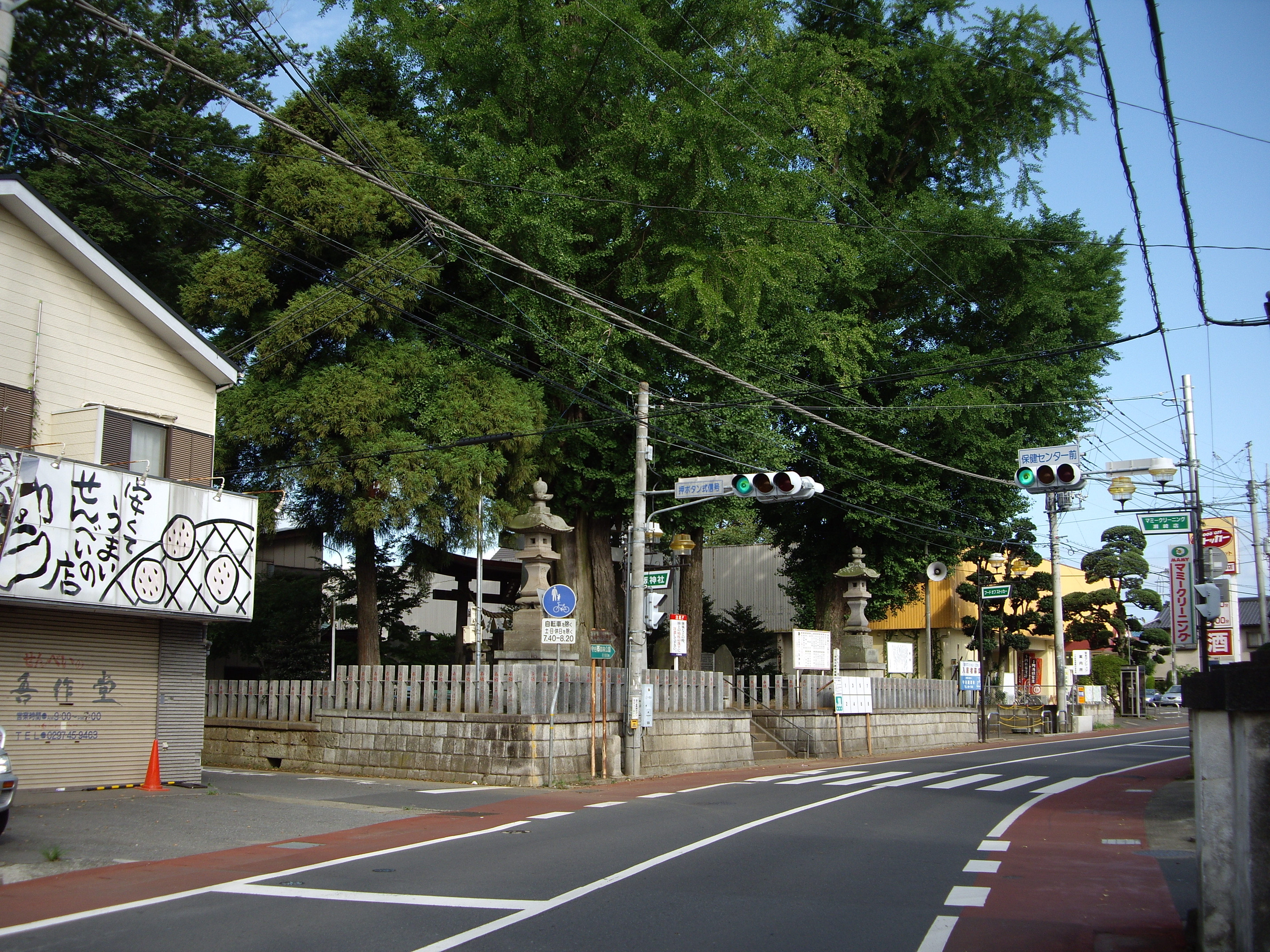
銚子街道（鎌倉街道）

- 国道294号

市を南東から北へ横断する4車線の通りである。かつての市街地を避け、常総線の西側に作られた通りである。最もスムーズに市内各地区を移動できる通りであるが、踏切に近接する乙子交差点は渋滞の名所となっていた。そのことより、乙子交差点は2009年（平成21年）に立体交差化された。また、かつては市内の一部で4車線化が完了していない部分が存在したが現在は解消された。

#### 県道
- 千葉県道・茨城県道46号野田牛久線

市の中央部を東西に通る通りである。「野田牛久線」の名称であるが、野田市までは一本で繋がっておらず、市内大木が利根川以東区間の西端となっている。常総線との交差部は踏切となっているが、将来は高架橋で立体交差する予定である。また、沿道には守谷市役所、守谷中央図書館がある。その他に、都市軸道路が守谷市内においては野田牛久線として整備されており、こちらは常総線との交差部を地下トンネルで立体交差している。
- 茨城県道・千葉県道47号守谷流山線（守谷街道）

市内乙子にある乙子交差点を起点とし、新大利根橋を越えて柏市北部、西部を経由して流山市へ至る通りである。市内の区間は乙子交差点より乙戸橋までの500m程度と短いが、流山より守谷へ至る通りであることから通称「守谷街道」となっている。
- 茨城県道58号取手豊岡線

市の西部を通る通りである。美園付近では常総ふれあい道路と重複しており、石神神社西交差点より西に分岐して市の西部を抜ける通りとなっている。大規模改良が行われる計画がある。
- 茨城県道251号守谷藤代線

みずき野を通る通りである。守谷市内はさくらの杜公園前交差点の東、守谷市東端より、みずき野十字路（終点）までとなっている。前述の谷井田稲戸井停車場線や、後述の新道みずき野線は守谷市内では当道路と重複する。また、市内部分は「けやき通り」となっており、けやき並木が続いている。
- 茨城県道328号谷井田稲戸井停車場線

みずき野を通る通りである。守谷市内はみずき野十字路より市の北端、東端までが当道路となっている。後述の守谷藤代線や、新道みずき野線は一部が当道路と重複する。東西部分が「けやき通り」の一部となっているほか、みずき野地区内の南北の部分は「いちょう通り」となっており、銀杏並木が続いている。

#### その他
- 常総ふれあい道路

国道294号に並行して市の南東から北へ横断する通りである。ヒルズ美園、常総ニュータウン南守谷・北守谷を通過する現在の市のメインの通りとなっており、大小様々な商業施設が点在する。沿道は並木道となっている。
- 都市軸道路

市の北東から南西へ横断する4車線の通りである。つくば市より埼玉県三郷市へ至る大動脈となる予定だが、2019年現在、県道58号取手豊岡線との交差点（大柏南交差点）以南の利根川架橋部分は未開通となっている。守谷駅周辺では地下トンネルで常総線や国道294号と立体交差している。
- 新道みずき野線・郷州沼崎線

市の東部を南東から北へ横断する通りである。みずき野地内を境に新道みずき野線と郷州沼崎線に分かれるが、一体化している。現在は全線開通している。みずき野では市内を代表する並木道の1つ（けやき通り）となっている。
- 北守谷板戸井線（新守谷駅前通り）

市の北部、新守谷駅前から常総ニュータウン北守谷を東西に貫く4車線の通りである。常総ふれあい道路と並び、北守谷地区の主要幹線となっており、並木道となっている。
- 銚子街道

明治以前より存在する、旧市街地の南北の街路である。かつては鎌倉へ抜ける街道として、銚子へ抜ける街道として機能していた。江戸時代に植えられた松並木が並ぶ区間が存在し、「松並」の地名の元にもなっている。守谷の旧市街地では八間から九間にも及ぶ通りであったが、1889年（明治22年）に県道に編入されてからは道幅五間の通りとなっている。これはかつて旧市街地が城下町であったが、農村へと変わった経緯があり、道路改修で縮小された稀有な例である。昭和末期までは名実共に中心市街地で守谷を代表する道路であったが、現在はこの通りに変わって国道294号や常総ふれあい道路が守谷のメインの通りと変わっている。守谷駅前の再開発以降は、中央東口ロータリーに直結する道路を当街路ではなく、みずき野方面へ至る新しい通りと接続するように整備しており、旧市街地の街路の位置付けはさらに低くなっている。

#### ナンバープレート
守谷市はつくばナンバーを割り当てられている。隣接市はそれぞれ、つくばみらい市が守谷市と同じくつくばナンバー、取手市が土浦ナンバー、柏市が柏ナンバー、野田市が野田ナンバーと複数のナンバープレートの地域が隣接する。

### 空港
- 守谷飛行場（スポーツ・レクリエーション目的）

### 都内主要部への連絡
所要時間は平均的な乗車時間（乗り換えに要する時間は含まない）。
- 千住 - つくばエクスプレス北千住駅下車。所要時間は快速で約21分。
- 秋葉原 - つくばエクスプレス秋葉原駅下車。所要時間は快速で約32分。
- 東京駅 - つくばエクスプレス秋葉原駅でJRに乗換。所要時間は快速で約36分。
- 新宿 - つくばエクスプレス秋葉原駅でJR総武線、御茶ノ水駅でJR中央線に乗換、新宿駅下車。所要時間は快速で約43分。

### 筑波研究学園都市への連絡
- つくばエクスプレスつくば駅下車。所要時間は快速で約11分。

## 名所・旧跡・観光スポット・祭事・催事

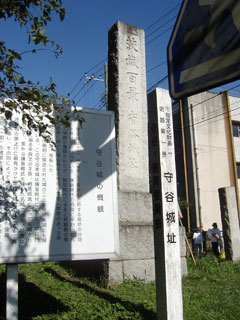
守谷城址石碑（右奥は守谷小学校）

### 名所・旧跡・観光スポット
- 守谷城趾
- 成田不動明王石碑（お化け石）

### 寺社
- 雲天寺 - 本町358番地
- 永泉寺 - 松並1800番地
- 海禅寺 - 高野1337番地
- 西光寺 - 大柏441番地
- 西林寺 - 本町726番地
- 常安院 - 乙子536番地
- 正安寺 - 野木崎1301番地
- 清瀧寺 - 板戸井1910番地
- 浄国寺 - 薬師台三丁目11番地2
- 大円寺 - 大木675番地
- 大解寺 - 百合ケ丘三丁目2609番地
- 龍沢寺 - 立沢661番地
- 長龍寺 - 百合ケ丘二丁目2555番地

### 神社
- 明治神宮 - 中央二丁目
- 愛宕神社 - 本町
- 石神神社（高野） - 高野
- 石神神社（本町） - 本町
- 稲荷神社 - 本町
- 香取神社（大柏） - 大柏
- 香取神社（大山新田） - 大山新田
- 香取神社（立沢） - 立沢
- 香取神社（本町） - 本町
- 香取神社（野木崎） - 野木崎
- 熊野神社 - 同地
- 権現神社 - 立沢
- 駒形神社 - 乙子
- 清瀧香取神社 - 板戸井
- 山王神社 - 板戸井
- 浅間神社 - 高野
- 天満宮（大柏） - 大柏
- 天満宮（高野） - 高野
- 天満宮（赤法花） - 赤法花
- 白山神社 - 百合ケ丘
- 羽黒神社 - みずき野
- 日枝神社 - 鈴塚
- 保食神社 - 大木
- 八坂神社 - 本町
- 六十六所神社 - 大木

### 祭事・催事
- アヤメ祭（6月）
- 八坂神社例大祭（7月）

江戸時代、酒井氏によって創建された「守谷総地鎮八坂神社」の祭礼で、夜店が神社前の旧道に広がり山車が出るなど守谷で最も規模の大きな祭である。
- 芸術祭（10月 - 11月）- 守谷市文化協会・中央公民館共催
- 美術展（10月 - 11月）- 守谷市文化協会・中央公民館共催
- 菊花展（10月 - 11月）- 守谷市文化協会・中央公民館共催
- 明治神宮祭（11月）

1916年（大正5年）に創建された明治神宮の祭礼。最も盛んだったのは昭和初期で、現在も祭礼が続いている。
- 守谷ハーフマラソン（2月開催）

## 放送

### ケーブルテレビ
- 常総ケーブルメディア（けやき台・久保ケ丘・御所ケ丘・松ケ丘[一部を除く]・松前台・薬師台）
- J:COM茨城（大柏・けやき台・久保ケ丘・御所ケ丘・立沢・ひがし野・本町・松ケ丘・松並・松並青葉・松前台・みずき野・美園・薬師台・百合ケ丘）
- 東芝テクノネットワーク（みずき野、美園）

### ラジオ
- LuckyFM茨城放送、在京AM・FM局、神奈川県のラジオ日本・FMヨコハマ、埼玉県のNACK5、千葉県のbayfm、山梨県のFM-FUJIが聴取可能である。

## 災害発生時
災害発生時には下記の場所が避難場所、避難所、救急告示病院となる。

### 避難場所
- 立沢公園 - 久保ケ丘一丁目21番地
- 大山公園 - 松前台一丁目19番地
- 板戸井公園 - 薬師台四丁目3番地
- 松ケ丘公園 - 松ケ丘四丁目4番地
- けやき台公園 - けやき台四丁目4番地
- さくらの杜公園 - みずき野四丁目14番地
- 乙子公園 - 美園二丁目4番地
- 梅作公園 - 美園三丁目13番地
- 栄町公園 - 中央二丁目6番1

### 避難所
- 守谷小学校 - 本町858番地
- 大井沢小学校 - 薬師台四丁目12番地
- 大野小学校 - 野木崎492番地
- 高野小学校 - 高野1342番地
- 黒内小学校 - 百合ケ丘二丁目2349番地
- 御所ケ丘小学校 - 御所ケ丘五丁目15番地
- 郷州小学校 - みずき野五丁目4番1
- 松前台小学校 - 松前台二丁目16番地
- 松ケ丘小学校 - 松ケ丘四丁目12番地
- 守谷中学校 - 百合ケ丘二丁目2675番地
- 愛宕中学校 - 本町4325番地の2
- 御所ケ丘中学校 - 御所ケ丘四丁目16番地
- けやき台中学校 - けやき台五丁目21番地1
- 北園保育所 - 松並1577番地の1
- 西板戸井田園都市センター - 板戸井1599番地の1
- 県立守谷高等学校 - 大木70番地
- 北守谷公民館 - 板戸井1977番地の2
- 開智望小学校 - つくばみらい市筒戸3400番地

### 救急告示病院
- 総合守谷第一病院 - 松前台一丁目17番地
- 守谷慶友病院 - 立沢980番地の1

守谷市は災害時にいち早く救助、復旧を行うことを目的に、120kmほど離れた神奈川県南足柄市と「災害時相互応援に関する協定」を締結している。これにより、南足柄市と守谷市のどちらかが被災した場合、食料、生活必需品、応急復旧用資機材の提供、職員の派遣などを行うこととなっている。

## 姉妹都市・提携都市
- マインブルク市（ドイツ連邦共和国 バイエルン州）[37]
1990年11月友好都市提携
- グリーリー市（アメリカ合衆国 コロラド州ウェルド郡）
1993年8月姉妹都市提携

このことから、市の公式サイトには英語版とドイツ語版が用意されている。また、1990年（平成2年）から青少年海外派遣事業を開始したり、両姉妹・提携都市の市民が守谷市内へ訪問するなど、姉妹・提携都市同士の国際交流が進められている。
また、国内では1998年（平成10年）にアーカスプロジェクトのアーティストである岩井成昭により、新旧ベッドタウンの諸問題を顕在化させることを目的とした守谷・小平姉妹都市計画が浮上したが、セミナー、プロモーション等が両市で行われつつも、締結には至らなかった。

## 守谷を舞台にした作品
- GOSHOGAOKA - アーカスプロジェクトにより、シャロン・ロックハートが監修した映画。フランクフルトバレエ団のスティーブン・ギャロウェイに振付けを依頼し、25名の御所ケ丘中学校女子バスケットボール部員が出演。世界各地のフィルムフェスティバルで上映され、国内では横浜美術館で上映された[38][39]。
- ママはバレリーナ - TBS系列で放送されていたテレビドラマ。水海道を主舞台としており、登場人物の三浦武彦が当市にある守谷駅から東京へ通勤する設定となっていた。
- 守谷市、私の街 - クリス・ヒメネス監督のドキュメンタリー映画[40]。

## 出身・在住著名人
- 岩田太郎（実業家・大日本蚕業研究会講習所設置者）
- 浦和克行（ハンドボール日本代表）
- 大泉博子（元衆議院議員・在住）
- 斉藤斐（元衆議院議員）
- 齋藤優一郎（アニメーションプロデューサー、映画プロデューサー、「スタジオ地図」プロデューサー/代表取締役）
- 斉藤隆三（史学者・文学博士）
- 佐々木翔悟（プロサッカー選手）
- 澤昌克（サッカー選手）
- 杉本宏之（実業家、株式会社シーラテクノロジーズ（旧シーラホールディングス）代表取締役会長グループ執行役員CEO）
- 谷孫六（小説家・経済著述家）
- 寺田拓哉（CROSS GENEのTAKUYA）
- 西側よしみ（元オリンピック競泳日本代表・在住）
- 林マヤ（ファッションモデル、タレント、歌手・在住）
- 藤田菜七子（中央競馬女性騎手）
- 古川聡（宇宙飛行士・在住）
- ベートーベン鈴木（シンガーソングライター）
- 細川和彦（プロゴルファー・在住）
- 本田尚子（植物画家・在住）
- 本田真歩（ファッションモデル）
- 松村拓希（陸上選手）
- 三村恭代（女優）
- 宮島達男（美術家・在住）
- 森田歩希（陸上競技選手）
- 大和邦久（ミュージシャン。市内で育つ）
- 塙郁夫（レーシングドライバー、レーシングコンストラクター・在住）
- 山野哲也（レーシングドライバー、オフィスコムドライブ代表取締役社長・在住）
- 和久田み晴（声優）

## 市外局番
市内全域が0297である。0297は水海道MAと龍ケ崎MAに分かれているが、当市は全域が水海道MA（0297-20 - 59）に属する。その為、同じ0297であっても龍ケ崎MA（0297-60 - 99、029-71[将来の拡張用]）には市外局番をつけないとかけることができない。市内局番は初期から使われていた48、ニュータウン開発後に使われ始めた45をはじめとして、現在は20、21、24、34、37、38、41、44、46、47、51なども使用している。

## 各種ランキング

### 住みよさランキング
守谷市は、東洋経済新報社の住みよさランキングで毎年上位に入っている。
- 2004年 - 総合11位 住み良さ格付けAA
- 2005年 - 総合12位 住み良さ格付けAA
- 2006年 - 総合11位 住み良さ格付けAA
- 2007年 - 総合7位
- 2008年 - 総合1位
- 2008年 - 総合4位
- 2010年 - 総合6位
- 2012年 - 総合5位
- 2013年 - 総合3位[42]
- 2014年 - 総合5位[43]
- 2015年 - 総合10位
- 2016年 - 総合11位
- 2017年 - 総合10位
- 2018年 - 総合4位

### その他ランキング
東洋経済新報社が毎年算出する「都市成長力ランキング」で、2004年（平成16年）総合1位、「全都市住みよさランキング」で、2008年 総合1位、関西社会経済研究所発表の財政健全性で3位となった。